# تنهایی

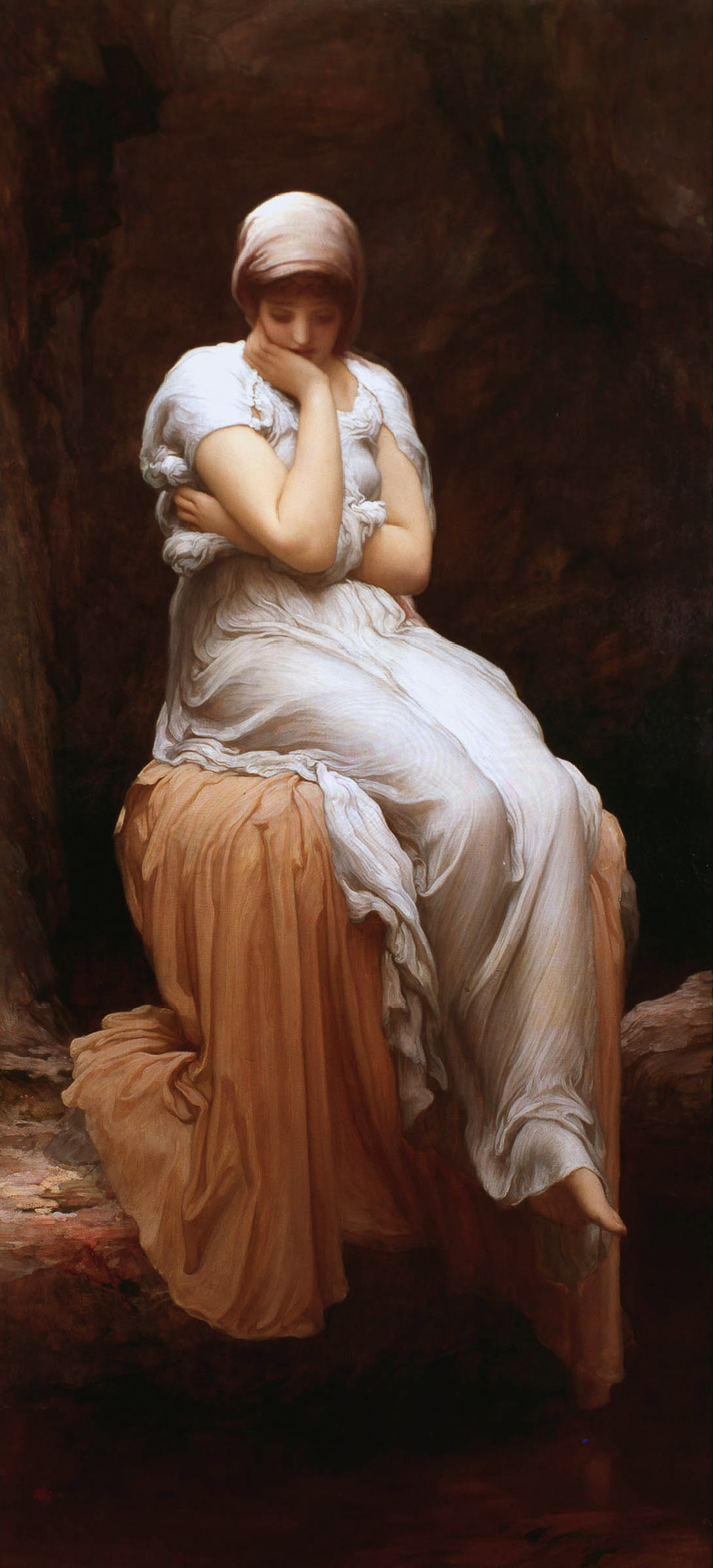
تنهایی، اثر فردریک لیتون

تنهایی پاسخی پیچیده و عمدتاً ناخوشایند به انزوا یا کمبود هم‌صحبتی است. این پاسخ معمولاً شامل احساس اضطراب از کمبود ارتباط و اشتراک با دیگران است که از گذشته شروع شده و تا به آینده ادامه خواهد داشت. البته این احساس ممکن است زمانی که فرد در اطراف خود افرادی را دارد نیز وجود داشته باشد. تنهایی می‌تواند حاصل عوامل گوناگونی چون عوامل اجتماعی، ذهنی و احساسی باشد. تنهایی زمانی به وجود می آید که سطح مطلوب روابط اجتماعی فرد با سطح واقعی آنها از نظر تعداد یا کیفیت متفاوت باشد.
تَنهایی با بی‌کَسی متفاوت است. تنها (lonely) بودن حالتی احساسی است، در حالی که بی‌کس (alone) بودن یک حالت فیزیکی است.
پژوهش‌ها نشان داده‌اند که این احساس میان گروه‌هایی از افراد که ازدواج کرده‌اند، در رابطه هستند، درون خانواده هستند یا شغل موفقی دارند بسیار شایع است. این مسئله موضوعی است که از روزگار باستان تاکنون بسیار مورد کاوش واقع شده‌است. تنهایی صرفاً حالت جدا بودن از دیگران نیست؛ هرکس که تنهایی را تجربه می‌کند، لزوماً احساس تنهایی نمی‌کند. تنهایی را حتی در صورت احاطه شدن توسط افراد دیگر نیز می‌توان احساس کرد.
بیشتر افراد در بعضی از نقاط زندگی، تنهایی را تجربه می‌کنند. به عنوان یک احساس کوتاه‌مدت، تنهایی می‌تواند سودمند بوده، انسان را به تقویت روابط تشویق کند. از سوی دیگر تنهایی مزمن به‌طور گسترده زیانبار تلقی می‌شود. با بررسی‌ها و مطالعات فراوان نتیجه گرفته می‌شود که تنهایی یک فاکتور خطر قابل توجه برای پیامدهای بهداشت روانی و جسمی ضعیف است. تحصیلات آکادمیک تنهایی تا اواخر قرن بیستم پراکنده بود. در قرن بیست‌ویکم، تنهایی به‌طور فزاینده‌ای به عنوان یک معضل اجتماعی شناخته شده‌است، به‌گونه‌ای که هم سازمان‌های غیردولتی و هم دولتمردان سعی در برطرف کردن آن داشته‌اند.

## عوامل رایج

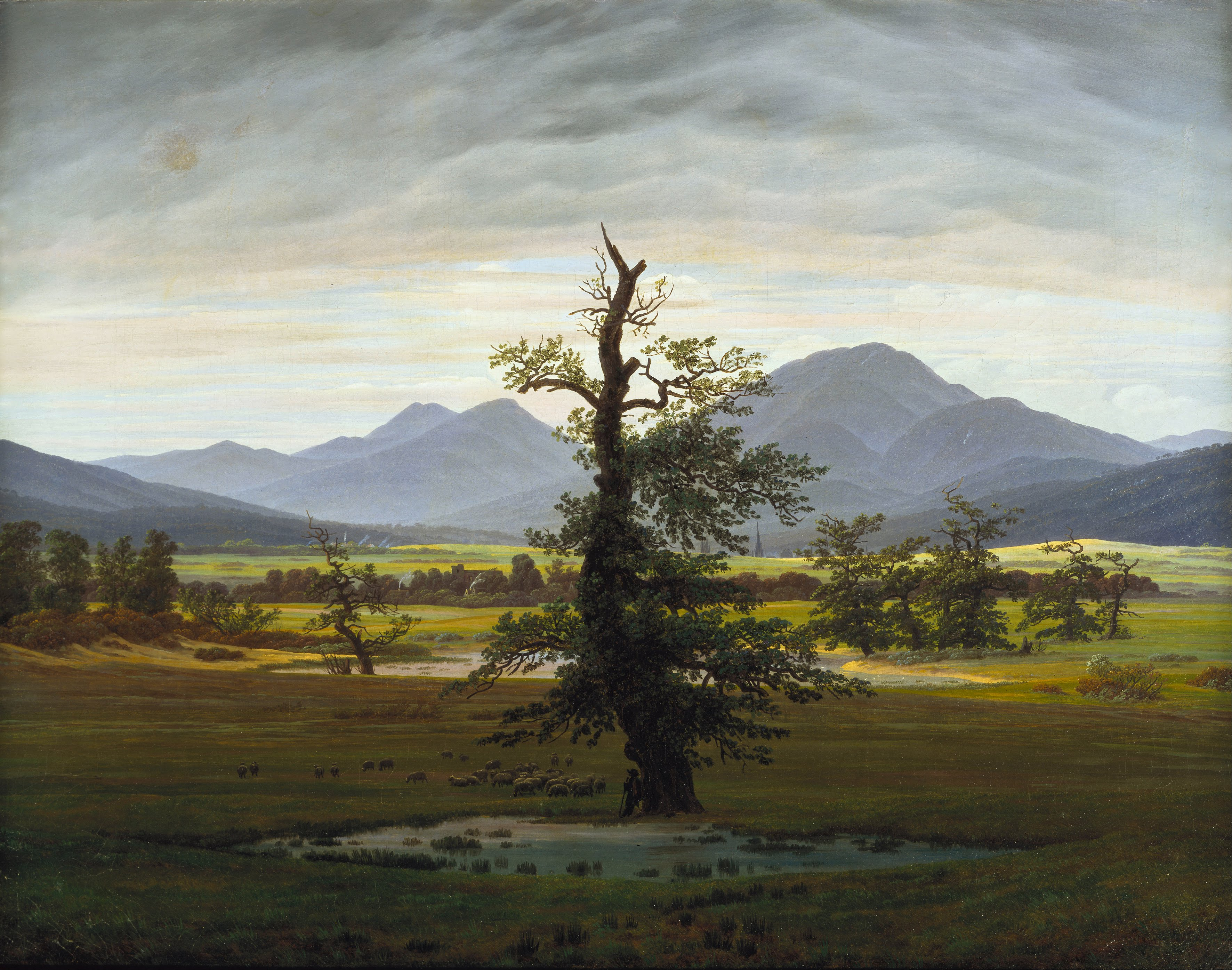
درخت تنها اثر کاسپار داوید فریدریش، ۱۸۲۲، واقع در موزه برلین

افراد می‌توانند به دلایل زیادی تنهایی را تجربه کنند؛ و بسیاری از حوادث زندگی ممکن است باعث بروز آن شود، مانند فقدان روابط دوستانه دوران کودکی و بزرگسالی یا فقدان معنادار جسمی افراد پیرامون یک شخص. در عین حال، تنهایی ممکن است نشانه مشکل اجتماعی یا روانی دیگر مانند افسردگی مزمن باشد.
بسیاری از افراد وقتی دوران خردسالی تنها می‌مانند برای اولین بار احساس تنهایی می‌کنند. همچنین چیزی که به‌طور معمول شایع است؛ مثل: از هم پاشیدن، طلاق و از بین رفتن هرگونه رابطه مهم طولانی مدت است.
از دست دادن یک فرد مهم در زندگی شخص، معمولاً باعث ایجاد غم و اندوه خواهد شد. در این شرایط، ممکن است احساس تنهایی به وجود آید. حتی وقتی در تعامل با دیگران باشد.

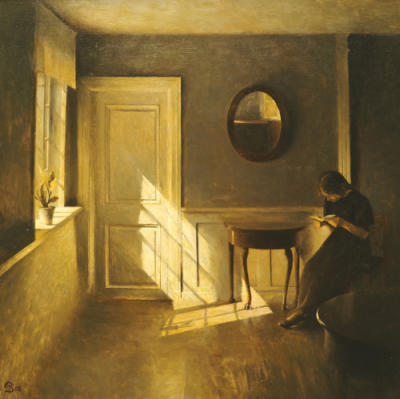

احساس تنهایی نیز ممکن است بعد از به دنیا آمدن فرزند (که اغلب به عنوان افسردگی پس از زایمان بیان می‌شود)، بعد از ازدواج یا در پی هر اتفاق اجتماعی دیگری نظیر انتقال از شهر زادگاه خود به یک جامعهٔ بیگانه، و به بی حوصلگی نیز می‌تواند منجر شود. تنهایی می‌تواند در ازدواج‌های ناپایدار یا دیگر روابط نزدیک با ماهیت مشابه اتفاق بیفتد؛ که در آن احساسات ممکن است شامل عصبانیت یا نارضایتی باشد. تنهایی ممکن است نشان دهندهٔ نقص در برقراری ارتباطات باشد و همچنین می‌تواند ناشی از مکان‌هایی با تراکم کم جمعیت باشد که در آن تعداد نسبتاً کمی از افراد برای تعامل وجود دارد. تنهایی نیز می‌تواند به عنوان یک پدیدهٔ اجتماعی تلقی شود، که می‌تواند مانند یک بیماری گسترش یابد. هنگامی که یک فرد در یک گروه احساس تنهایی می‌کند، این احساس می‌تواند به دیگران سرایت کند و خطر همه را برای احساس تنهایی افزایش دهد. مردم حتی اگر در میان انبوهی از افراد در تعامل باشند هم می‌توانند احساس تنهایی کنند.
اینکه آیا رابطه ای بین اینترنت و تنهایی وجود دارد، بحث‌برانگیز است. برخی از یافته‌ها نشان می‌دهد که کاربران اینترنت تنها هستند. از طرف دیگر، مطالعات ۲۰۰۲ و ۲۰۱۰ نشان داد که «استفاده از اینترنت باعث شد که تنهایی و افسردگی به‌طور چشمگیری کاهش یابد، در حالی که حمایت اجتماعی و عزت نفس افزایش چشمگیری یافته‌است.» زندگی مردم با افزایش احساس آزادی و کنترل آن‌ها، تأثیر مثبتی بر تندرستی و خوشبختی دارد.
یک مطالعه دوقلویی شواهدی را نشان داد که ژنتیک را تقریباً نیمی از تفاوت‌های قابل اندازه‌گیری تنهایی در بزرگسالان محاسبه می‌کند، که مشابه تخمین‌های وراثت پذیری بود که قبلاً در کودکان وجود داشت. این ژن‌ها در مردان و زنان به‌طور مشابه عمل می‌کنند. در این مطالعه هیچ مشارکت زیست‌محیطی مشترکی برای تنهایی بزرگسالان مشاهده نشده‌است.

## گونه‌شناسی

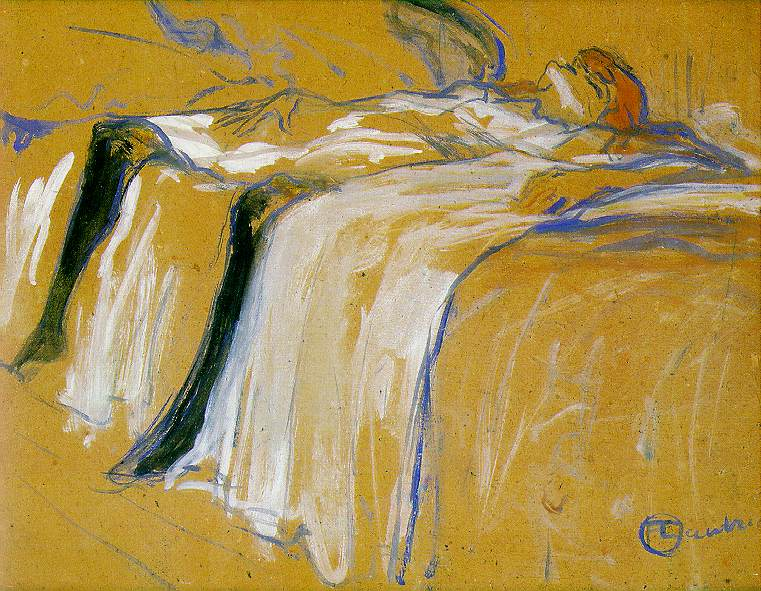
تنها اثر تولوز لوترک

دو نوع اصلی تنهایی، تنهایی اجتماعی و عاطفی است. این تعریف در سال ۱۹۷۳ توسط رابرت ایس ویس ارائه شد:
تنهایی: تجربه جداسازی عاطفی و اجتماعی.
بر اساس دیدگاه ویس مبنی بر اینکه «هر دو نوع تنهایی باید به‌طور مستقل مورد بررسی قرار گیرند، زیرا رضایت برای نیاز به تنهایی عاطفی نمی‌تواند به عنوان یک تعادل برای تنهایی اجتماعی عمل کند و برعکس»
افرادی که برای معالجه یا درک بهتر تنهایی تلاش می‌کنند، این دو نوع تنهایی را جداگانه درمان می‌کنند، اگرچه این موارد همیشه دور از انتظار نیست.

### تنهایی اجتماعی

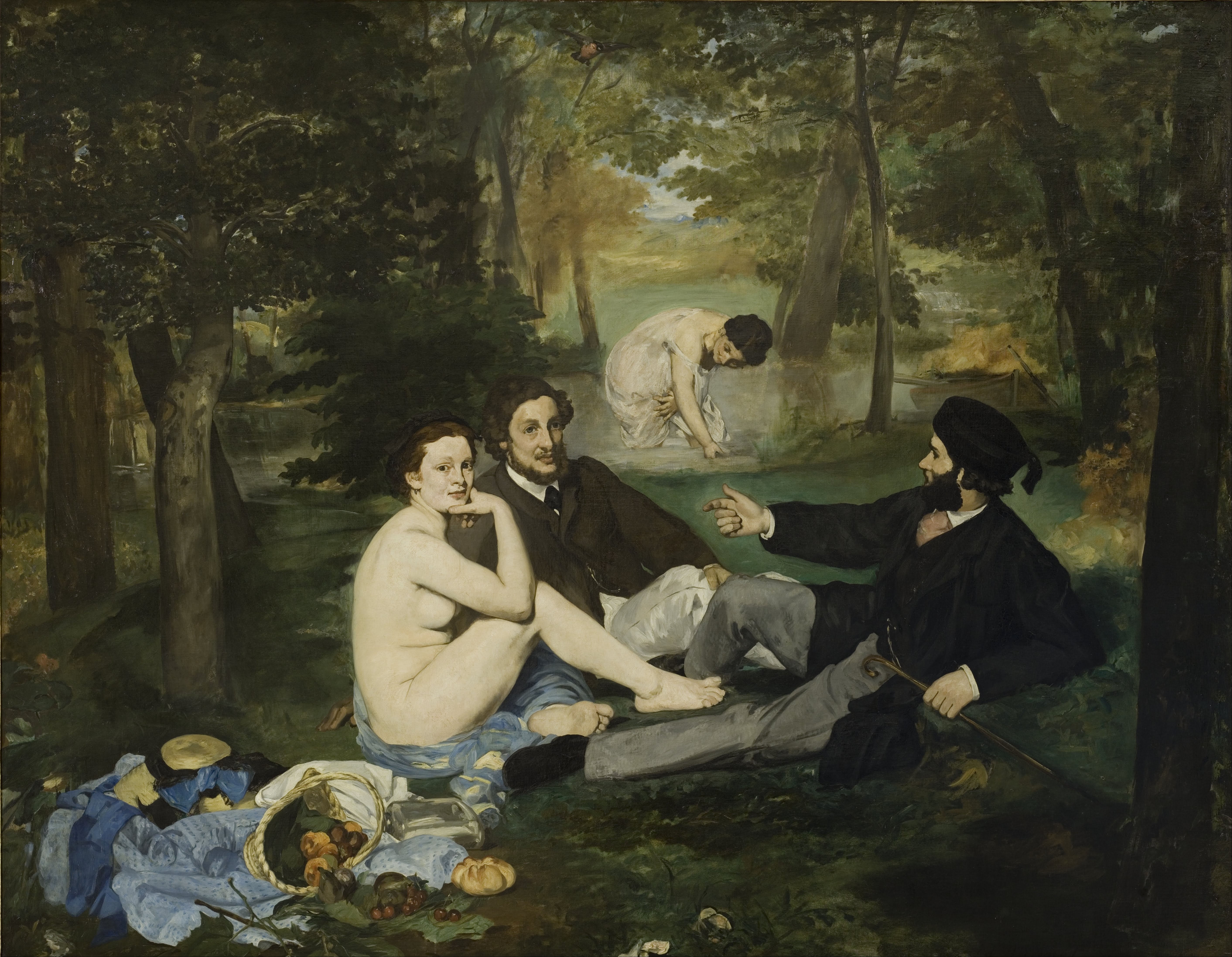
ناهار در چمنزار اثر ادوار مانه

تنهایی اجتماعی، تنهایی است که مردم به دلیل نداشتن شبکه گسترده‌تر اجتماعی تجربه می‌کنند. آن‌ها ممکن است احساس نکند که عضوی از یک جامعه هستند.

### تنهایی عاطفی
تنهایی عاطفی ناشی از فقدان روابط عمیق و پرورشی با افراد دیگر است. ویس مفهوم تنهایی عاطفی خود را با تئوری دلبستگی پیوند زد.
مردم به دلبستگی‌های عمیقی احتیاج دارند، که بعضی اوقات می‌تواند توسط دوستان نزدیک تحقق یابد، اما بیشتر اوقات توسط اعضای نزدیک خانواده مانند والدین و بعداً در زندگی توسط شرکای عاشقانه انجام می‌شود. در سال ۱۹۹۷ انریکو دیتومماسو و بری اسپینر تنهایی عاطفی را از تنهایی رمانتیک و خانوادگی جدا کردند.

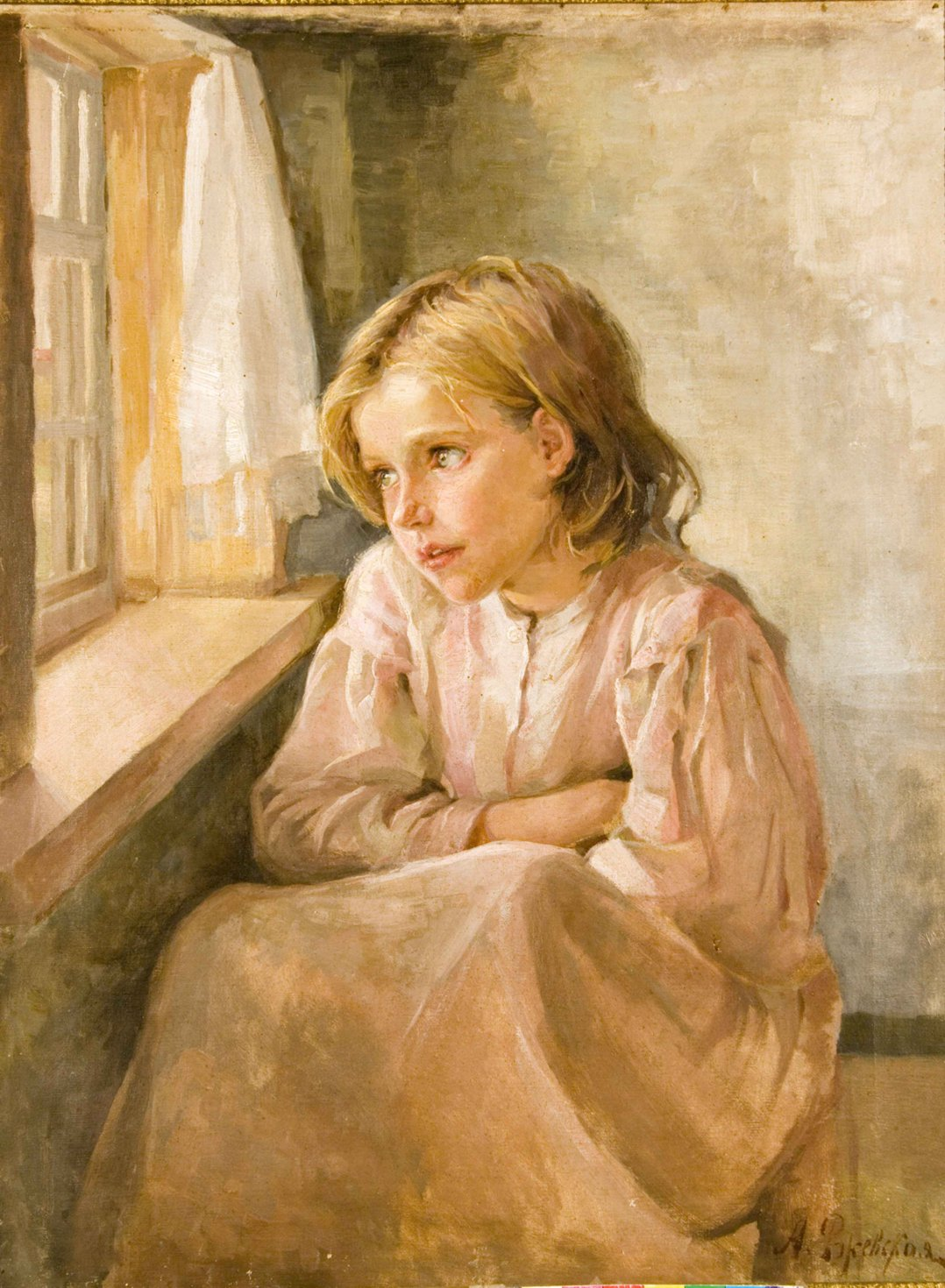

یک مطالعه در سال ۲۰۱۹ نشان داد که تنهایی عاطفی احتمال مرگ را در بزرگسالان مسن تر که به تنهایی زندگی می‌کنند، به‌طور قابل توجهی افزایش داده‌است. در حالی که هیچ افزایش مرگ و میر با تنهایی اجتماعی مشاهده نشده‌است.

### تنهایی خانوادگی

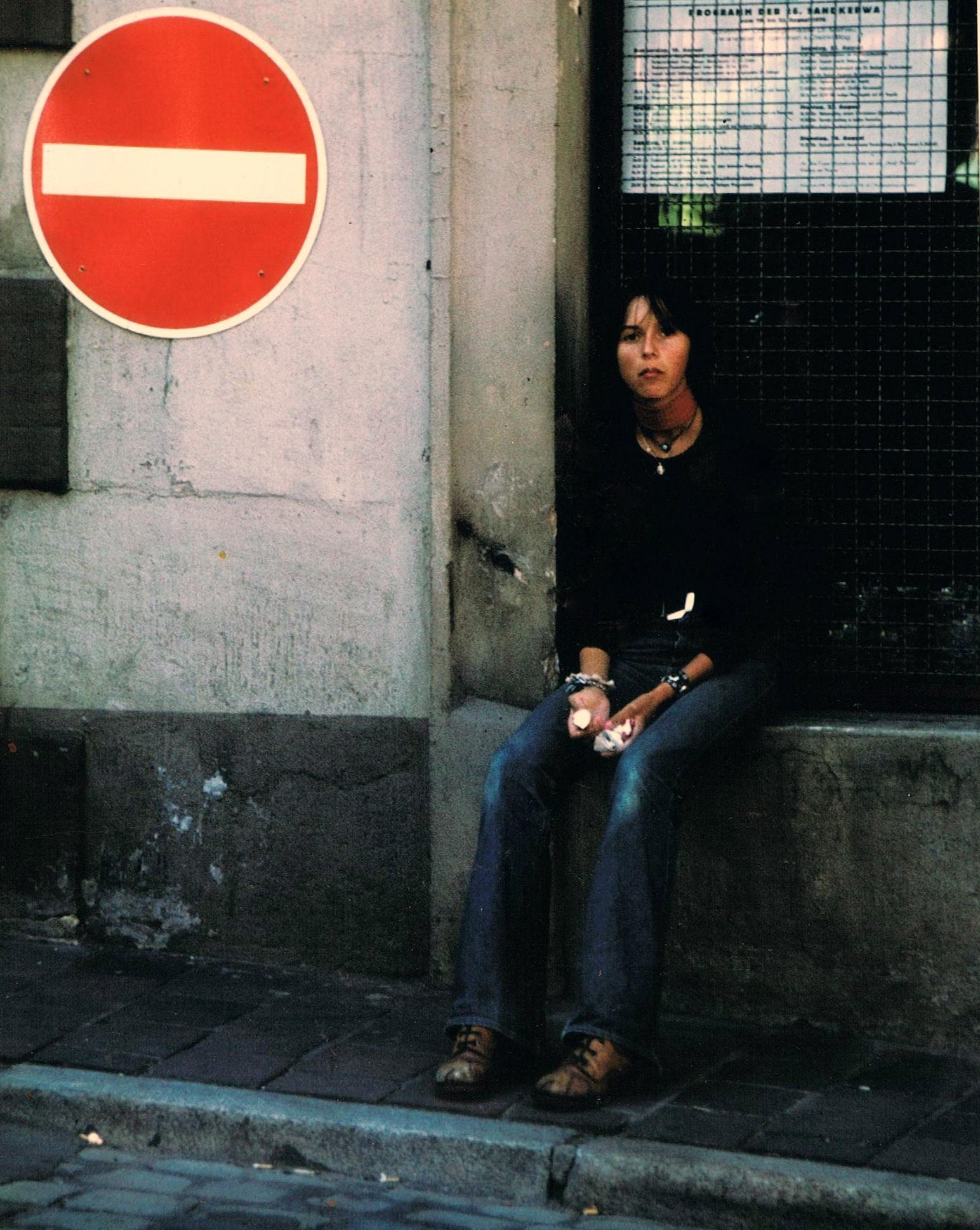

تنهایی خانوادگی وقتی به وجود می‌آید که فرد احساس کند ارتباط نزدیکی با اعضای خانواده ندارد. یک مطالعه در سال ۲۰۱۰ بر روی ۱۰۰۹ دانش آموز نشان داد که تنها، تنهایی خانواده با افزایش فراوانی از آسیب‌های شخص در مقایسه با تنهایی عاشقانه و اجتماعی همراه است.

### تنهایی رمانتیک
تنهایی رمانتیک را نوجوانان و بزرگسالانی می‌توانند تجربه کنند که فاقد پیوند نزدیک با یک شریک عاشقانه هستند. روانشناسان ادعا کرده‌اند که شکل‌گیری یک رابطه عاشقانه متعهد یک وظیفهٔ مهم پیشرفت برای بزرگسالان است. اگرچه اکثر مردم آن را تا اواخر دههٔ ۲۰ زندگیشان یا حتی بیشتر به تأخیر می‌اندازند. افراد در روابط عاشقانه تمایل دارند که تنهایی کمتری نسبت به افراد مجرد از خود نشان بدهند در صورتی که رابطه آن صمیمیت کافی آنان را تأمین کند.
افراد در روابط عاشقانهٔ ناپایدار و سرد نیز احساس تنهایی عاشقانه می‌کنند.

### دیگر انواع تنهایی
چندین نوع دیگر تنهایی وجود دارد. انواع بیشتر تنهایی شامل وجود احساس تنهایی در جهان خصمانه و تنهایی فرهنگی است که معمولاً در بین مهاجران یافت می‌شود که فرهنگ وطن خود را از دست می‌دهند. این نوع کمتر از تفکیک‌های دیگر تنهایی مورد مطالعه قرار گرفته‌اند، اما می‌توانند در درک تجربه برخی از افراد خاص که از تنهایی رنج می‌برند ارزشمند باشد.

## مشخص کردن عوامل و نتایج

#### احساس تنهایی در مقابل انزوا اجتماعی

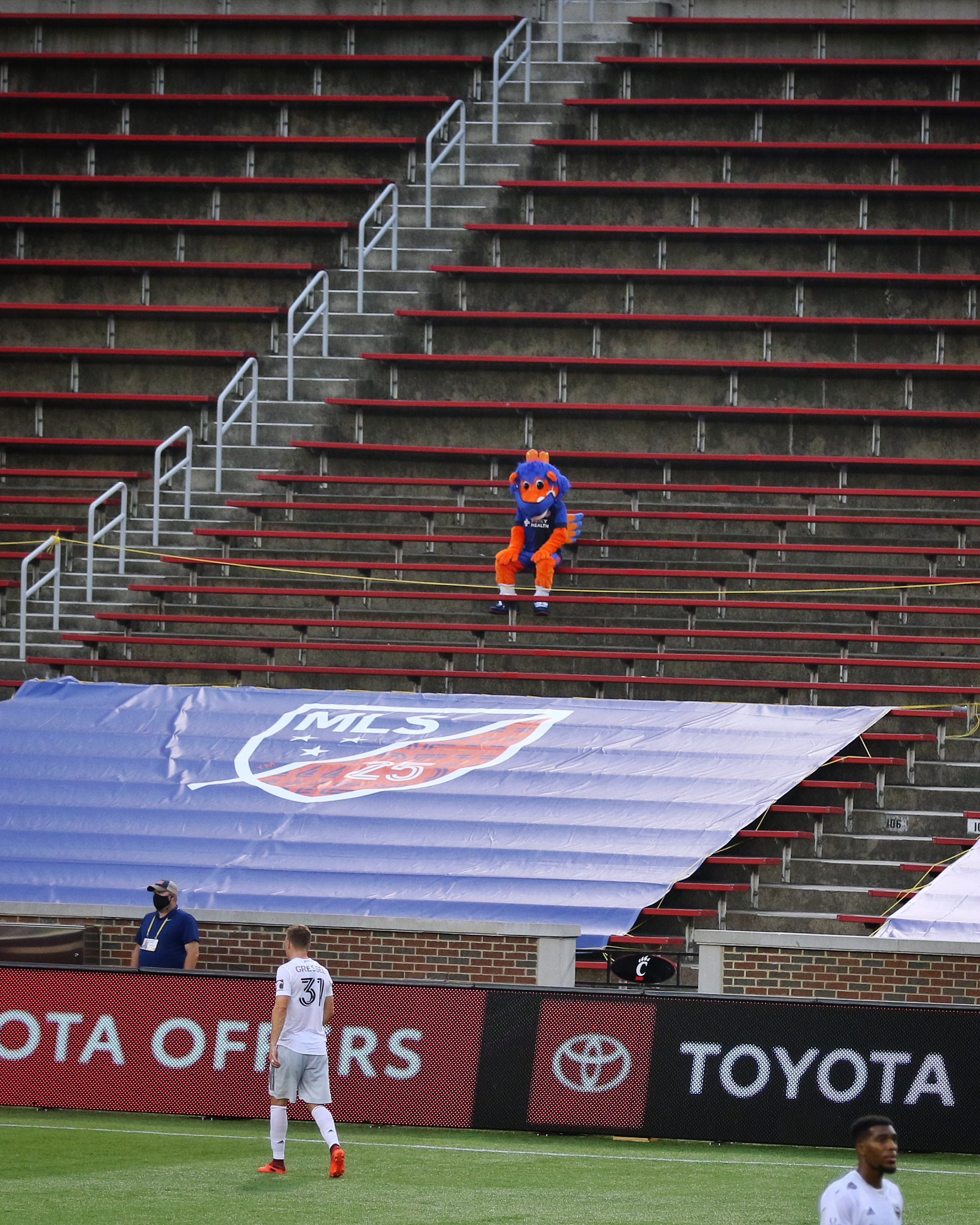

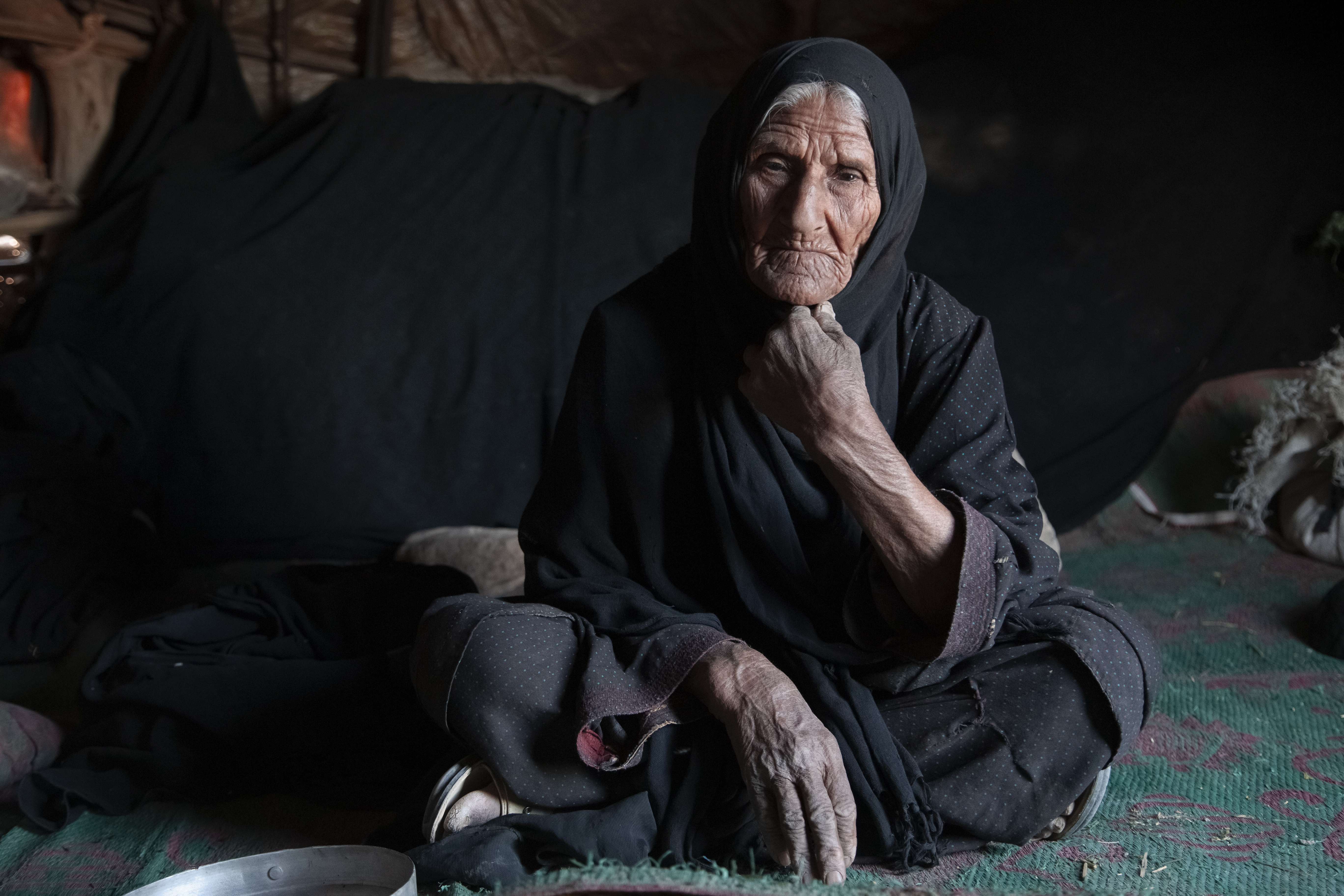
پیر زن بیوه تنهای بلوچ در جنوب استان کرمان ایران

بین احساس تنهایی و جدا بودن اجتماعی (به عنوان مثال یک تنهایی) یک تمایز واضح وجود دارد. به ویژه، یکی از راه‌های فکر کردن در مورد تنهایی به عنوان اختلاف بین سطح لازم و دست یافته تعامل اجتماعی فرد است. در حالی که تنهایی صرفاً عدم ارتباط با افراد است؛ بنابراین تنهایی یک تجربه ذهنی است.
افراد می‌توانند در هنگام تنهایی، یا در میان جمع تنها باشند، آنچه فرد را تنها می‌گذارد این واقعیت است که آن‌ها به تعامل اجتماعی بیشتری نیاز دارند یا نوع خاصی از تعامل اجتماعی که در حال حاضر در دسترس نیست. فرد به دلیل زیاد صحبت نکردن با افراد، می‌تواند حتی وقتی در جمعی شلوغ یا میهمانی باشد هم احساس تنهایی کند. در مقابل ممکن است فرد تنها باشد و احساس تنهایی نکند. حتی اگر هیچ‌کس در اطراف آن شخص وجود نداشته باشد تنها نیست زیرا هیچ تمایلی به تعامل اجتماعی وجود ندارد. اگر فرد تعامل اجتماعی خیلی کم یا بیش از حد داشته باشد، می‌تواند منجر به احساس تنهایی یا تحریک بیش از حد شود. تنهایی می‌تواند تأثیرات مثبتی در افراد داشته باشد. یک مطالعه نشان داد، اگرچه گذراندن زمان در تنهایی، تمایل به افسردگی و تغییرات خلق و خو و افزایش احساس تنهایی را باعث می‌شود، اما به بهبود وضعیت شناختی افراد، مانند بهبود تمرکز کمک کرده‌است. علاوه بر این با گذراندن زمان به تنهایی، روحیه افراد افزایش چشمگیری پیدا می‌کرد. همچنین تنهایی با سایر تجربیات مثبت رشد، تجربیات مذهبی و ایجاد هویت کمک کرده‌است.

#### تنهایی گذرا در مقابل تنهایی مزمن

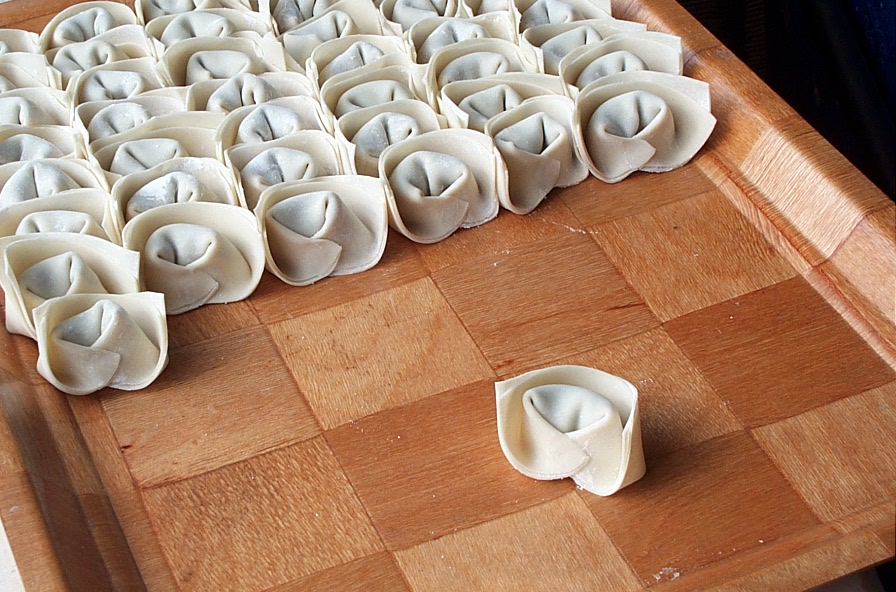

یکی دیگر از گونه‌های مهم تنهایی، بر چشم‌انداز زمان، تمرکز دارد. از این نظر، تنهایی را می‌توان گذرا یا مزمن دانست.
تنهایی گذرا به‌طور طبیعی موقتی است. عموماً به راحتی تسکین می‌یابد. تنهایی مزمن دائمی تر است و به راحتی تسکین نمی‌یابد. به عنوان مثال، وقتی فرد بیمار است و نمی‌تواند با دوستان معاشرت کند؛ این یک مورد تنهایی زود گذر است. وقتی فرد بهتر شد، می‌تواند تنهایی خود را کاهش دهد. فردی که به‌طور مزمن و طولانی احساس تنهایی می‌کند صرف نظر از اینکه در یک جمع خانوادگی یا با دوستان خود باشد، باز هم احساس تنهایی می‌کند.

#### تنهایی به عنوان یک شرط انسانی

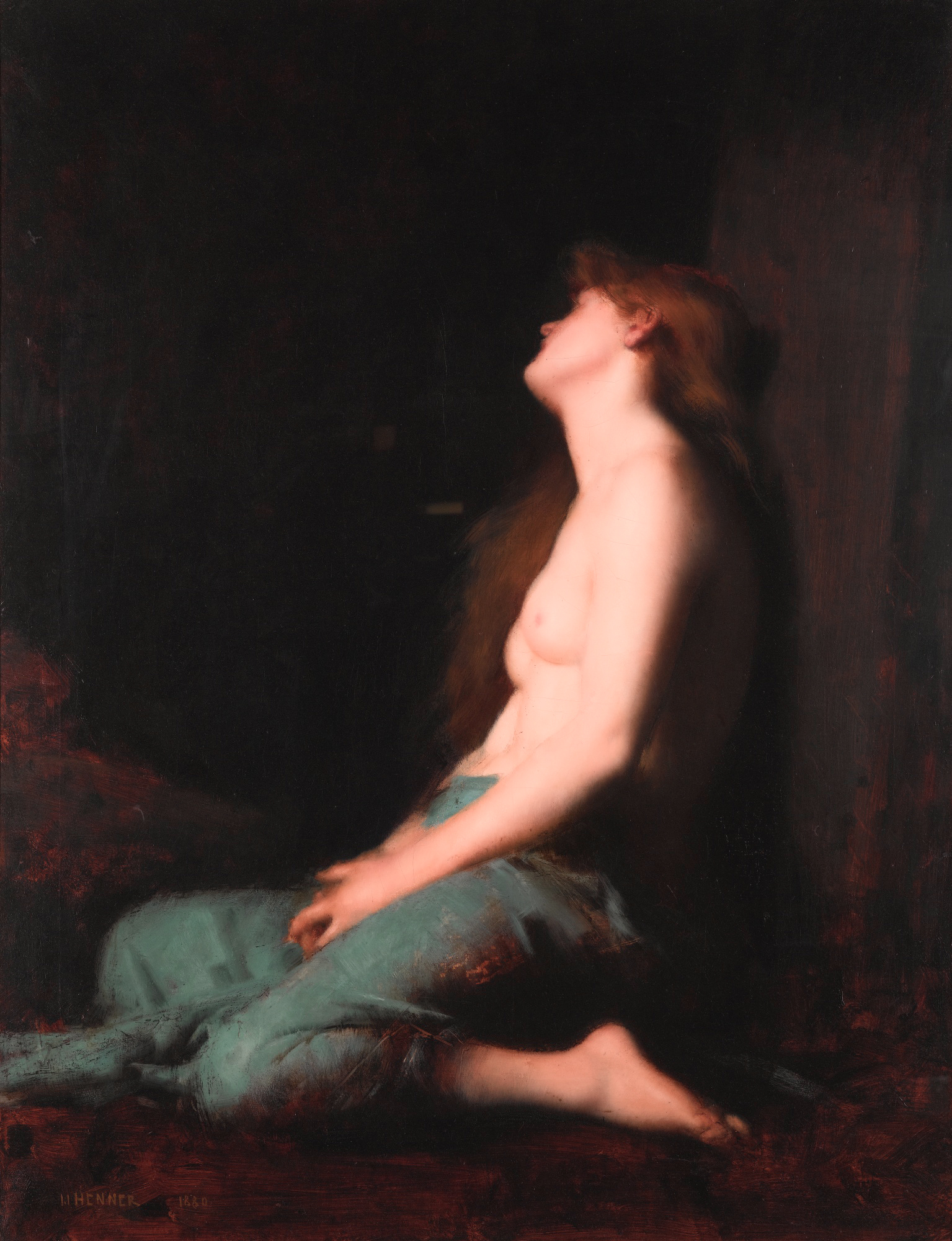
تنهایی، ژان ژاک هننر.

مکتب فکری اگزیستانسیالیست تنهایی را ذات انسان بودن می‌داند، هر انسانی به تنهایی وارد جهانی می‌شود، زندگی را به عنوان یک فرد جداگانه سر می‌کند و در نهایت تنها می‌میرد.
برخی از فیلسوفان، مانند ساتر، به یک تنهایی معرفتی اعتقاد دارند که در آن تنهایی بخشی اساسی از شرط انسانی است؛ زیرا پارادوکسی بین آگاهی مردم که آرزوی معنا در زندگی دارند و انزوا و هیچ چیز جهان نیست. در مقابل، دیگر متفکران اگزیستانسیالیست استدلال می‌کنند که ممکن است گفته شود که انسان به هنگام برقراری ارتباط و ایجاد، به‌طور فعال یکدیگر و جهان را درگیر می‌کند و تنهایی صرفاً احساس قطع شدن از این روند است.
تنهایی نوعی تمایل بدنی است. آرزوی پیوستن به اجتماع و آینده ای فراتر از نیروهایی که باعث ایجاد بیگانگی و انزوا در کسی می‌شود.
هزاران مطالعه و نظرسنجی برای ارزیابی شیوع تنهایی انجام شده‌است. با این وجود دانشمندان برای انجام کلیات و مقایسه‌های دقیق، با چالش مواجه هستند. دلایل این امر شامل مقیاس‌های مختلف اندازه‌گیری تنهایی است که توسط مطالعات مختلف مورد استفاده قرار می‌گیرند، تفاوت در نحوه اجرا حتی در همان مقیاس از مطالعه و همچنین تغییرات فرهنگی در طول زمان و مکان ممکن است بر نحوه گزارش افراد از پدیده‌های عمدتاً ذهنی تنهایی تأثیر بگذارند.

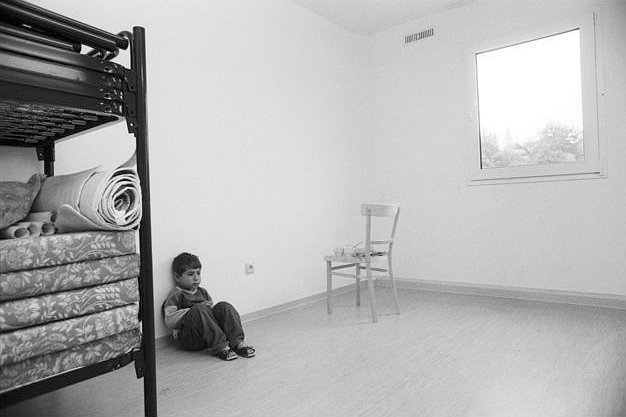

یک یافته ثابت شده این است که تنهایی به‌طور مساوی در بین مردم یک کشور توزیع نمی‌شود؛ و تنهایی بیشتر متمرکز در بین زیرگروه‌های آسیب‌پذیر است.
به عنوان مثال: فقرا، بیکاران، مهاجران.
برخی از شدیدترین تنهایی‌ها بیشتر در دانش آموزان بین‌المللی از کشورهای آسیا با فرهنگ جمعی که دارند، متمرکز است. هنگامی که آن‌ها در کشورهایی با فرهنگ فردگرایانه مانند استرالیا به تحصیل می‌پردازند.

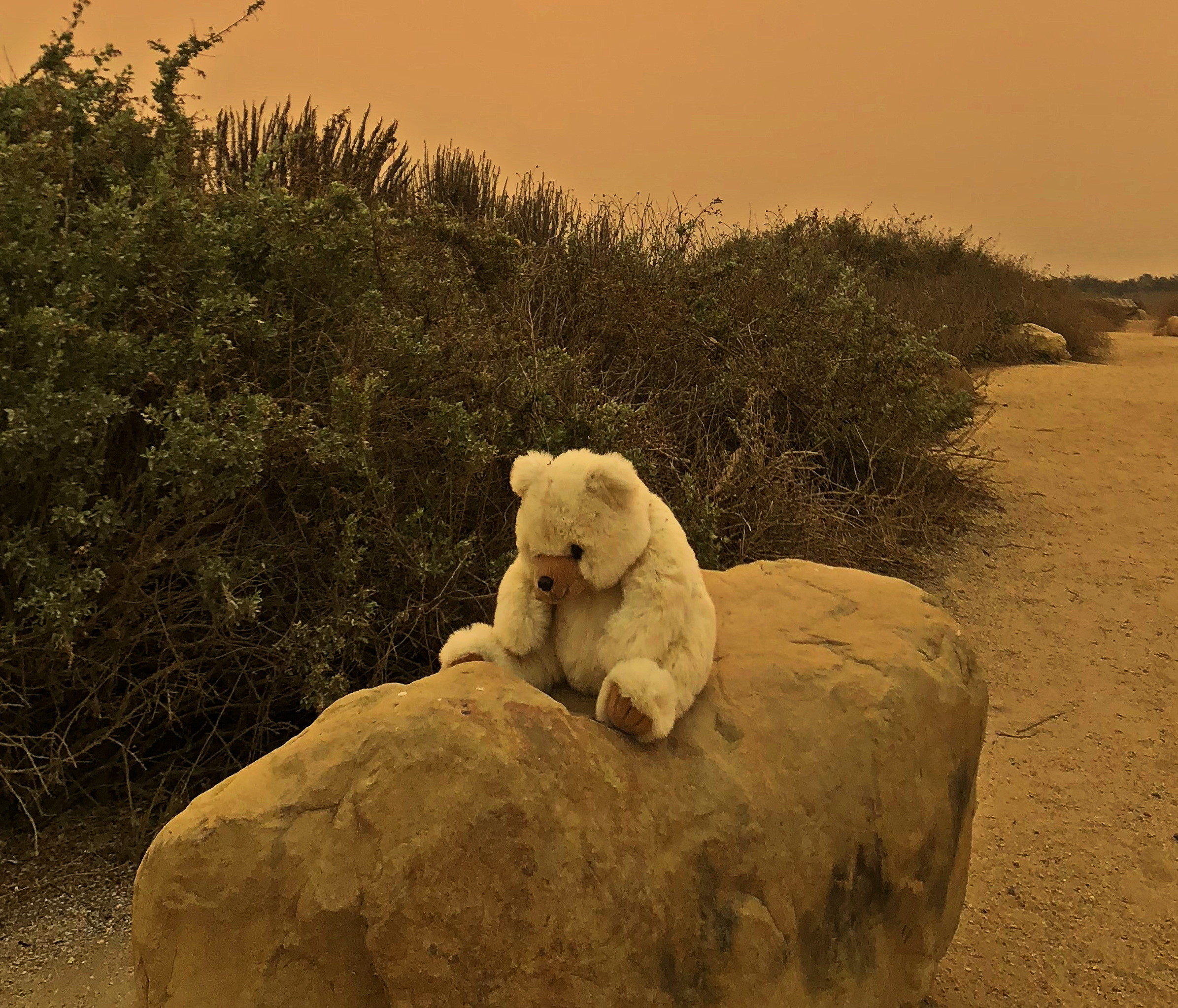

در نیوزیلند ۱۴ گروه مورد بررسی با بالاترین میزان شیوع تنهایی مورد بررسی قرار گرفته و مشخص شده‌است که به ترتیب عبارت اند از: معلولین، مهاجران اخیر، خانوارهای کم درآمد، بیکاران، والدین مجرد، سالمندان بالای ۷۵ سال سن، جوانان ۱۵ تا ۲۴ ساله، و کسانی که دارای مسکن و شغل می‌باشند ولی فاقد خانواده اند، درآمد شخصی پایین.
یکی دیگر از یافته‌ها دربارهٔ این است که زنان بیشتر از مردان تمایل دارند که احساس تنهایی کنند. گرچه استثنائاتی توسط برخی از مطالعات متمرکز بر دانش آموزان یافت شده‌است. بدینگونه که دانشجویان پسر نسبت به زنان تنهایی بالاتر، به ویژه تنهایی عاطفی را گزارش کرده‌اند. همچنین مطالعات انجام شده به این رسیده‌است که افراد مسن بیشتر احتمال دارد تنهایی را گزارش کنند؛ اگرچه استثنائاتی وجود دارد، مانند بررسی زندگی جامعه از سال ۲۰۱۶ تا ۲۰۱۷ توسط دفتر آمار ملی انگلستان، که نشان داد، افراد بزرگسال جوان بین ۱۶ تا ۲۴ سالگی بیشتر از گروه‌های سنی بالاتر احساس تنهایی می‌کنند. در حالی که مقایسه متقابل فرهنگی با تفسیر دقیق دشوار است، اما به‌طور کلی، کشورهای انگلیسی زبان بیشترین میزان تنهایی را در پی داشته‌اند. به دنبال آن کشورهای اروپایی و ژاپن هستند ولی سایر کشورهای جهان تنهایی کمتری دارند. به عنوان مثال، نظرسنجی‌ها نشان می‌دهد بین ۲۰ تا ۲۸ درصد از جمعیت آمریکا، کانادا، استرالیا و انگلیس گزارش می‌کنند که احساس تنهایی می‌کنند ولی کشورهایی مثل چین و آفریقای جنوبی حدود ۳ تا ۱۰ درصد است.

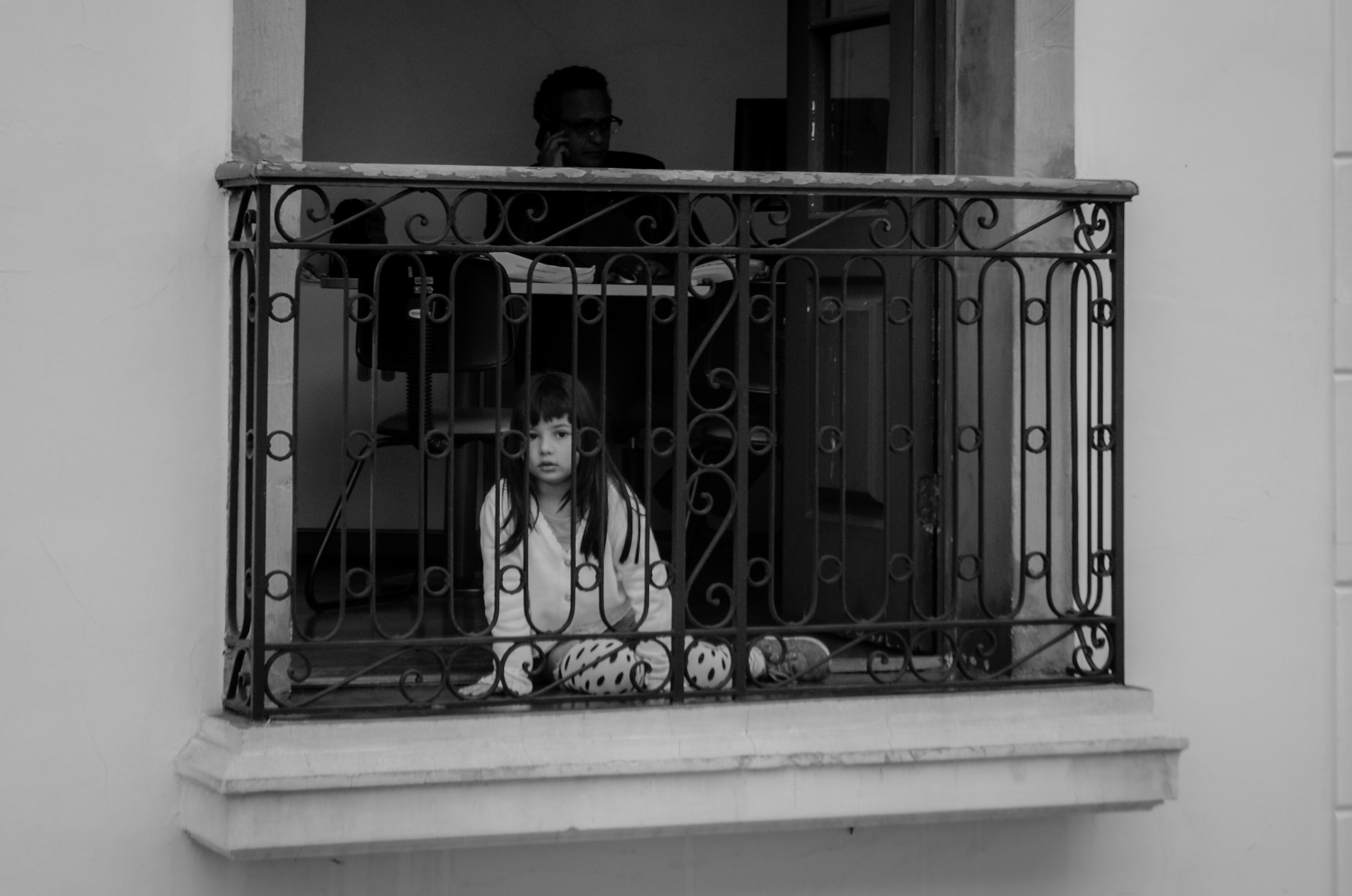

در قرن بیست و یکم، تنهایی به عنوان یک مشکل روبه افزایش در سراسر جهان گزارش شده‌است. این موضوع توسط رسانه‌ها، دانشگاهیان و بسیاری از مقامات سیاسی، به عنوان یک بیماری همه گیر شناخته شده‌است. یک بررسی منظم و آنالیز در سال ۲۰۱۰ نشان داد که «شیوه زندگی مدرن در کشورهای صنعتی» باعث کاهش چشمگیر کیفیت روابط اجتماعی شده‌است. بخشی از این امر به دلیل آن است که افراد دیگر در کنار اعضای خانواده خود زندگی نمی‌کنند. در این بررسی آمده‌است که از سال ۱۹۹۰ تا ۲۰۱۰، تعداد آمریکایی‌هایی روابط نزدیک و شخصی خود را گزارش نمی‌دهند، سه برابر شده‌است. اگرچه در سراسر جهان داده‌های تاریخی اندکی وجود دارد که به‌طور قطع تنهایی را نشان دهد. در چندین بررسی شواهد روشنی از افزایش تنهایی حتی در ایالات متحده یافت نشده‌است.
اساتیدی همچون کلوداس فیشر و اریک کلیننبرگ اظهار داشته‌اند که گرچه بیماری همه گیر تنهایی وجود ندارد، اما تنهایی واقعاً یک مسئله جدی است که دارای تأثیرات سلامتی شدیدی بر میلیون‌ها انسان است.

## اثرات

### گذرا

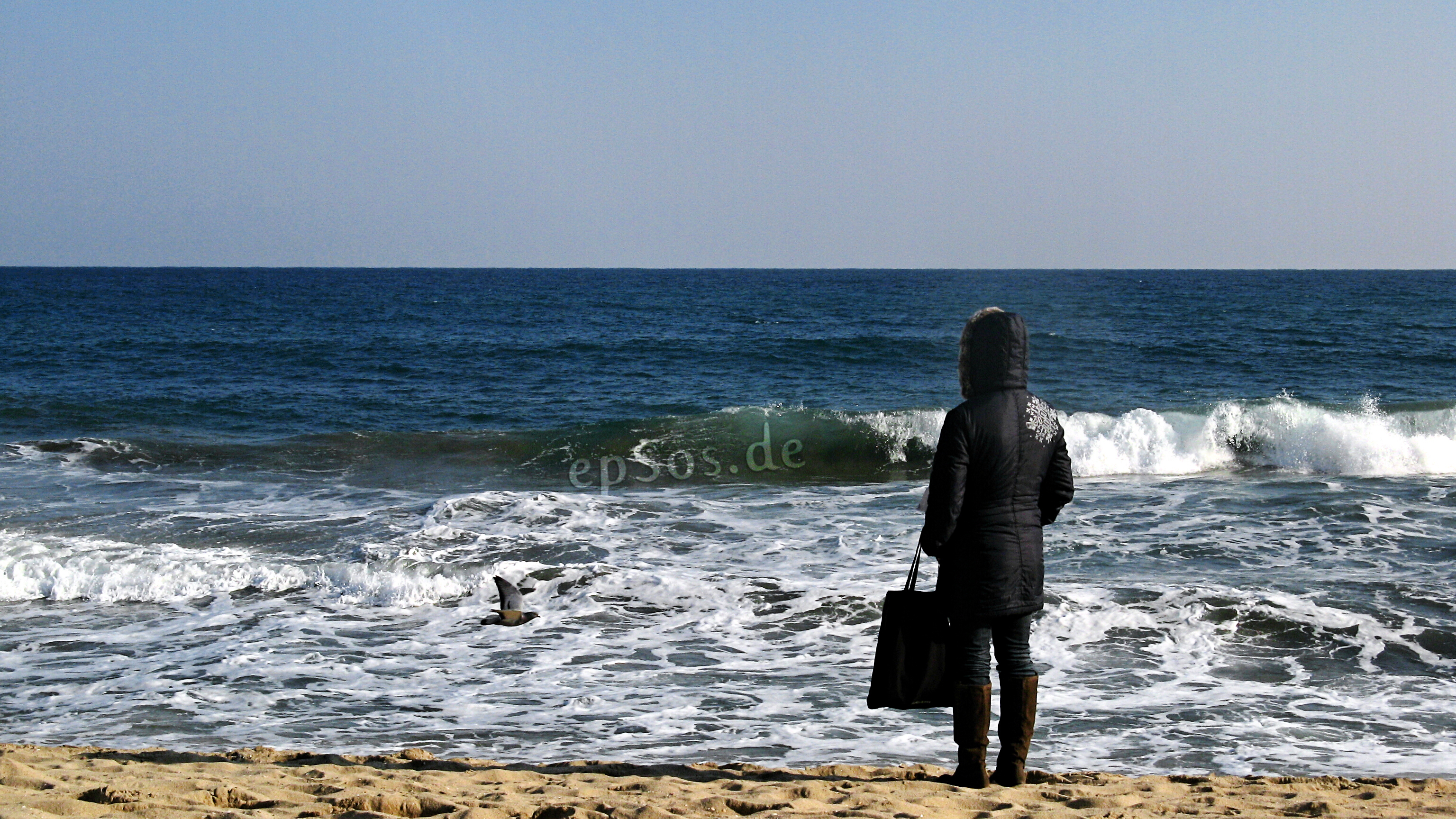

احساسات موقتی تنهایی در حالی که ناخوشایندند، اما گاهی توسط همه تجربه می‌شود و تصور نمی‌شود که باعث آسیب بلند مدت شود. در اوایل قرن بیستم گاه با تنهایی به عنوان یک پدیده کاملاً منفی رفتار می‌شد. با این حال، تنهایی گذرا، اکنون به‌طور کلی مفید است. ظرفیت احساس آن ممکن است به صورت تکاملی برای یک فرد انتخاب شده باشد، احساسی ناخوشایند اما سالم است که افراد را در تقویت روابط اجتماعی سوق می‌دهد. تنهایی گذرا گاهی با گرسنگی کوتاه مدت مقایسه می‌شود، که ناخوشایند است اما در نهایت مفید است زیرا ما را به خوردن غذا سوق می‌دهد.

### مزمن

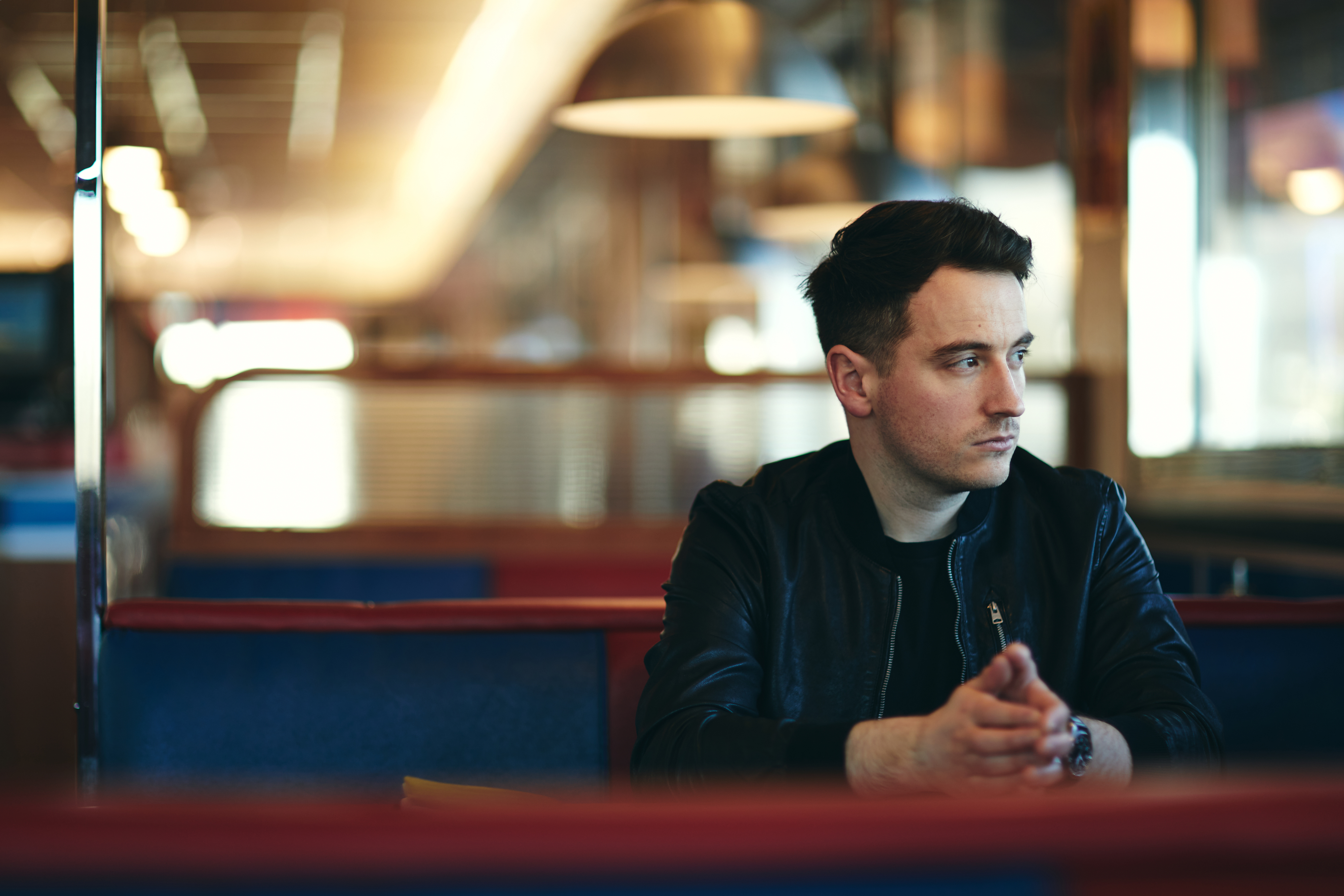

تنهایی طولانی مدت به‌طور گسترده‌ای نزدیک به شرایط کاملاً مضر تلقی می‌شود. در حالی که تنهایی گذرا به‌طور معمول ما را برای بهبود روابط با دیگران انگیزه می‌دهد؛ تنهایی مزمن اما می‌تواند تأثیر متضاد داشته باشد. این در حالی است که هوشیاری پیشرفته ممکن است برای افرادی که دوره‌های طولانی را پشت سر گذاشته‌اند بدون اینکه دیگران را بشناسند، قضاوت کنند و می‌تواند به بدبینی و سوءظن بیش از حد افراد دیگر منجر شود، که به نوبهٔ خود می‌تواند بر روابط بین فردی مضر باشد.

## فواید

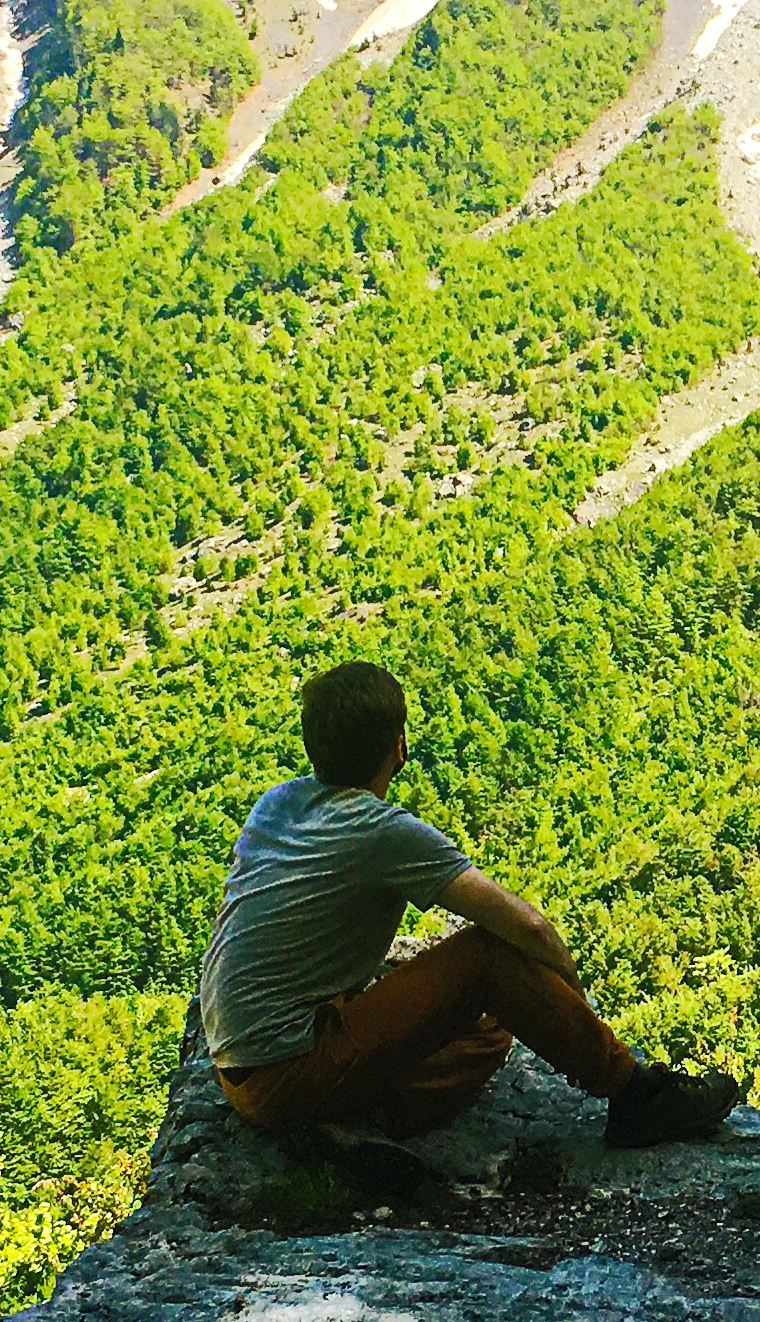

در مورد فواید تنها بودن بسیار نوشته شده‌است، اما اغلب اوقات حتی وقتی نویسندگان از کلمهٔ «تنهایی» استفاده می‌کنند، به آنچه می‌توان دقیق تر به عنوان تنهایی داوطلبانه توصیف کرد، اشاره می‌کنند. با این حال برخی ادعا می‌کنند که حتی تنهایی غیرارادی طولانی مدت می‌تواند اثرات مفیدی داشته باشد.
تنهایی مزمن اغلب به عنوان یک پدیده کاملاً منفی از منظر علوم اجتماعی و پزشکی دیده می‌شود. در سنت‌های معنوی و هنری، هشدارهایی وجود دارد که «عمدتاً در جستجوی تنهایی مزمن با مصائب دیگر نباشید. فقط توصیه کنید که اگر فردی به درون آن بیفتد، مزایایی به همراه خواهد داشت.».
در هنرهای غربی این باور طولانی وجود دارد که سختی‌های روانی، از جمله تنهایی، می‌تواند منبع خلاقیت باشد. از منظر سکولار، در حالی که اکثریت قریب به اتفاق مطالعات تجربی بر تأثیرات منفی تنهایی طولانی مدت متمرکز شده‌اند، مطالعات معدودی نشان داده‌اند که می‌تواند مزایایی نیز داشته باشد، از جمله افزایش درک درستی از موقعیت‌های اجتماعی.

## سلامت جسمانی

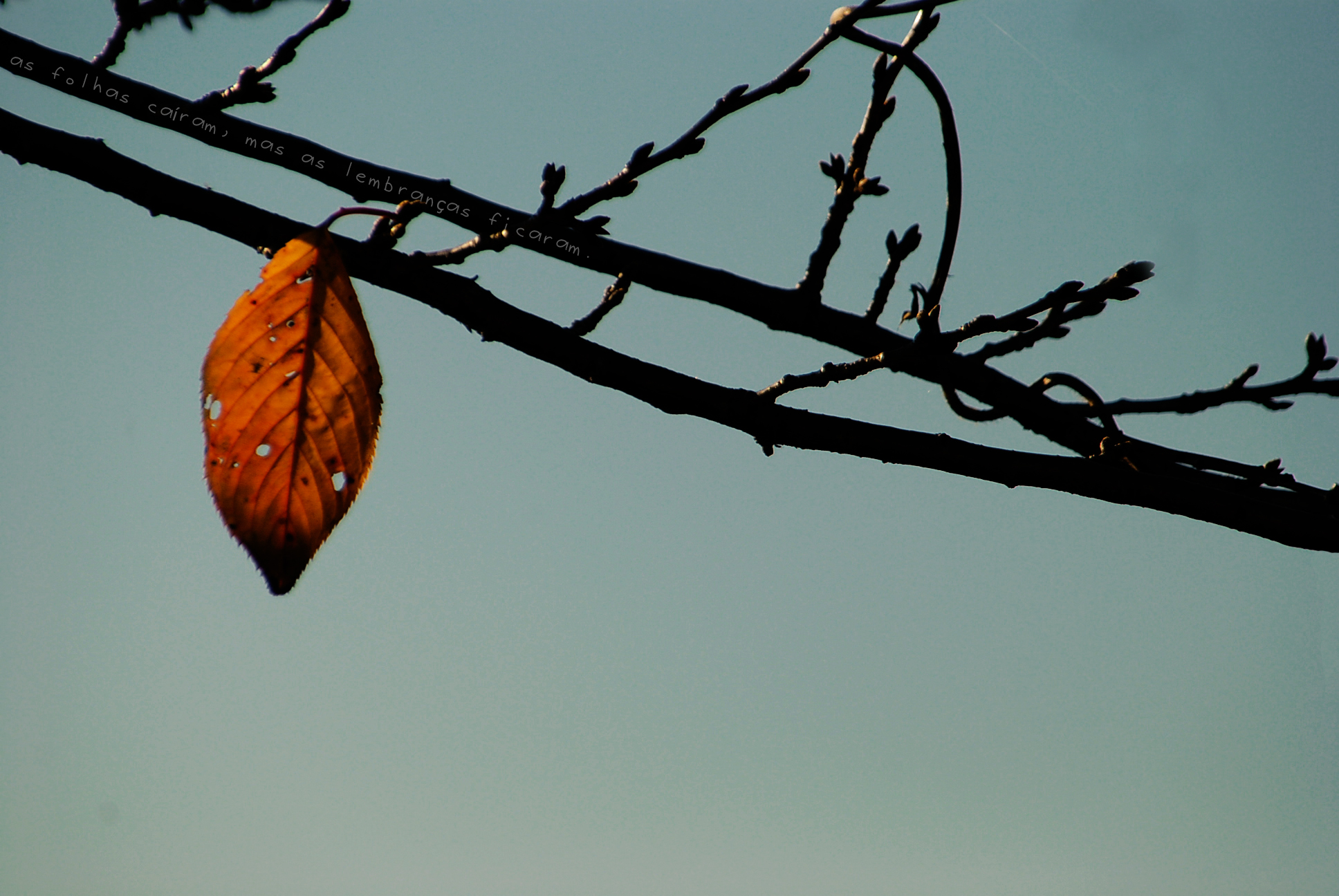

تنهایی مزمن می‌تواند یک وضعیت سلامتی جدی و تهدید کننده زندگی باشد. مطالعاتی که در بررسی «تنهایی مزمن» انجام شده‌است، مشخص کرده‌است که با افزایش خطر ابتلا به بیماری‌های قلبی-عروقی همراه است. اگرچه پیوندهای عللی مستقیم هنوز کاملاً مشخص نشده‌اند. همچنین افرادی که احساس تنهایی می‌کنند ریسک افزایش فشارخون، کلسترول بالا و چاقی را در خود افزایش می‌دهند.
بررسی‌ها نشان می‌دهد که تنهایی باعث افزایش غلظت کورتیزول در بدن شده و اثرات دوپامین را کاهش می‌دهد. هورمونی که باعث می‌شود افراد از زندگی لذت ببرند.تنهایی و انزوای اجتماعی را به عنوان عوامل خطر برای بیماری عروق کرونر قلب و سکته میتوان در نظر داشت همچنین مطالعات نشان داده است که تنهایی مزمن خطر وقوع سکته مغزی در میانسالی و اواخر بزرگسالی را تشدید میکند
مطالعات انجمنی در مورد تنهایی و سیستم ایمنی بدن، نتایج متفاوتی را نشان داده‌است. با فعالیت سلولی پایین‌تر گلبول‌های سفید یا کاهش پاسخ آنتی‌بادی به ویروس‌هایی مانند اپشتین بار، تبخال، و آنفولانزا همراه بوده‌است، اما هیچ تغییری در پیشرفت ایدز ایجاد نمی‌کند.

## مرگ
یک بررسی منظم و متا آنالیز در سال ۲۰۱۰، ارتباط معنی داری بین تنهایی و افزایش مرگ و میر مشخص کرده‌است. معلوم شد افرادی که روابط اجتماعی خوبی دارند، ۵۰ درصد بیشتر شانس بقا در مقایسه با افرادی که تنها هستند، دارند. به عبارت دیگر، تنهایی مزمن به نظر می‌رسد یک عامل خطر آفرین و مرگبارتر از کشیدن سیگار، چاقی یا عدم ورزش باشد. یک مرور کلی در بررسی‌های سیستماتیک در سال ۲۰۱۷ مطالعات دیگری را با یافته‌های مشابه یافت. با این حال، پیوندهای عللی روشن بین تنهایی و مرگ زودرس کاملاً برطرف نشده‌است.

## سلامت روان

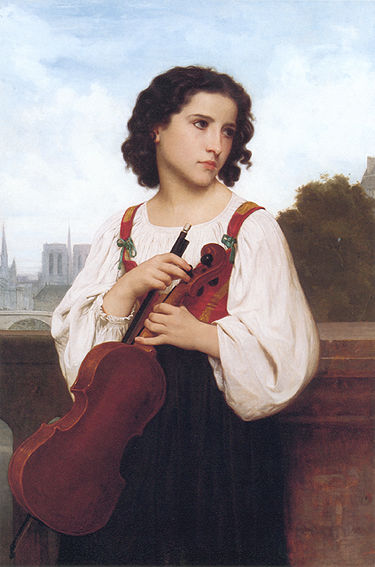
تنها در جهان اثر بوگرو

تنهایی با افسردگی در ارتباط است و از این رو یک عامل خطرناک برای خودکشی است. امیل دورکیم، تنهایی، به ویژه ناتوانی یا عدم تمایل به زندگی با دیگران، یعنی دوستی یا ایده‌های نوع دوستانه را دلیل اصلی آنچه او خودکشی خودگرا نامیده‌است، توصیف کرده‌است.
در بزرگسالان تنهایی، عامل اصلی افسردگی و الکلیسم است. افرادی که از نظر اجتماعی منزوی هستند، ممکن است از کیفیت پایین خواب برخوردار باشند و بنابراین باعث می‌شود روند ترمیم کاهش پیدا کند.
تنهایی همچنین با شخصیت اسکیزوئید مرتبط است که در آن فرد ممکن است جهان را متفاوت ببیند و بیگانگی اجتماعی را تجربه کند، که به عنوان نوعی خود تبعیدی توصیف شده‌است. در حالی که تأثیرات طولانی مدت تنهایی چندان درک نشده‌است، این مورد، مورد توجه قرار گرفته‌است؛ افرادی که در انزوا قرار دارند یا مدت طولانی تنهایی را تجربه می‌کنند در یک «بحران هستی-شناختی» یا «ناامنی هستی-شناختی» قرار می‌گیرند؛ مکانی که قابل درک نیست.
در کودکان فقدان پیوندهای اجتماعی به‌طور مستقیم با چندین شکل از رفتارهای ضد اجتماعی و خود تخریبی مرتبط است که مهم‌ترین آن‌ها رفتار خصمانه و بزهکارانه است. در کودکان و بزرگسالان، تنهایی اغلب تأثیر منفی در یادگیری و حافظه دارد. اختلال در الگوهای خواب می‌تواند تأثیر بسزایی در توانایی عملکرد در زندگی روزمره داشته باشد.
تحقیقات انجام شده در یک مطالعه مقایس بزرگ که در ژورنال روانشناسی پزشکی منتشر شده‌است، نشان داد که "افراد تنها به احتمال زیاد دارای مشکلات سلامت و روانی هستند؛ تغییر مداوم شغل می‌دهند و نسبت به همسالان خود که احساس ارتباط با دیگران می‌کنند (صرف نظر از دارایی و جنسیت) نسبت به توانایی خود در موفقیت در زندگی بدبین هستند.
در سال ۲۰۰۴، وزارت دادگستری ایالات متحده مطالعه ای را منتشر کرد که نشان می‌داد تنهایی میزان خودکشی را در بین نوجوانان عمیقاً افزایش می‌دهد، به طوری که ۶۲ درصد از کل خودکشی‌هایی که در مراکز خردسالان اتفاق افتاده‌است، در بین کسانی است که یا زمان خودکشی در سلول‌های انفرادی بودند یا در میان کسانی که سابقهٔ بودن در آن مکان را داشته‌اند، بودند.
درد، افسردگی و خستگی به عنوان یک خوشه علائم عمل می‌کند و بنابراین ممکن است عوامل خطر مشترک را از خود نشان بدهد. دو مطالعه طولی با جمعیت‌های مختلف نشان داد که تنهایی یک عامل خطرناک برای ایجاد درد، افسردگی و علائم خستگی به مرور زمان است. این داده‌ها همچنین خطرات سلامتی تنهایی را برجسته می‌کند. درد، افسردگی و خستگی اغلب با بیماری جدی همراه است و افراد را در معرض خطر سلامت و مرگ و میر قرار می‌دهد.

## خودکشی

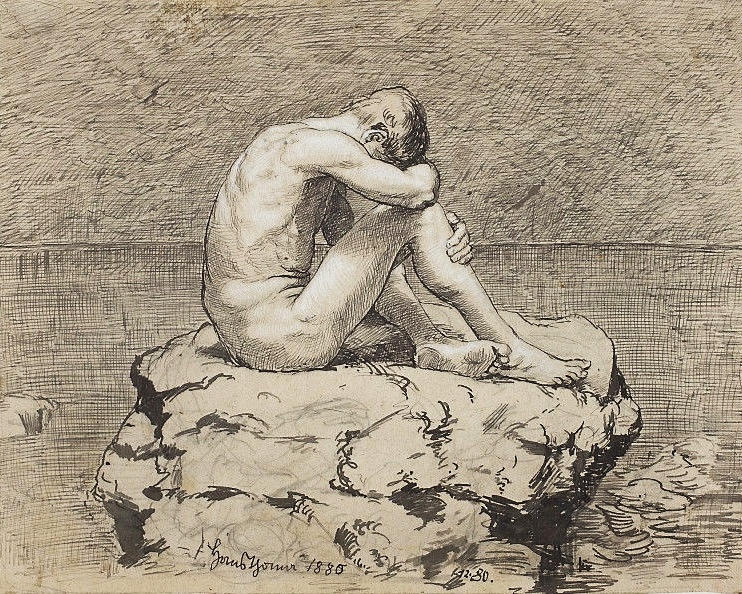
ما همه‌یمان تنهاییم، نباید گول خورد، زندگی یک زندان است، زندان‌های گوناگون. اثر هانس توما

خودکشی، افکار خودکشی، تلاش برای خودکشی در نتیجه تنهایی اتفاق می‌افتد. در مقاله ای در بنیاد آمریکا برای جلوگیری از خودکشی نوشته شده‌است.
دکتر جرمی نوبل می‌نویسد: "لازم نیست که پزشک باشید تا ارتباط بین تنهایی و خودکشی را تشخیص دهید. "هر چه احساس تنهایی شدت می‌یابد، افکار خودکشی و تلاش برای خودکشی نیز افزایش می‌یابد. تنهایی که باعث خودکشی می‌شود، تمام جنبه‌های جامعه را تحت تأثیر قرار می‌دهد.
یک مؤسسه خیریه غیرانتفاعی در انگلستان، که با افرادی که درگیر بحران هستند، همکاری می‌کند و می‌گوید: بین احساس تنهایی و خودکشی برای نوجوانان و افراد در سن جوانی خود، رابطهٔ مستقیمی وجود دارد. دفتر آمار ملی، در انگلستان، یکی از ده دلیل اصلی ایدئال جوانان برای خودکشی و اقدام به خودکشی را نشان می‌دهد، زیرا آن‌ها تنها هستند.

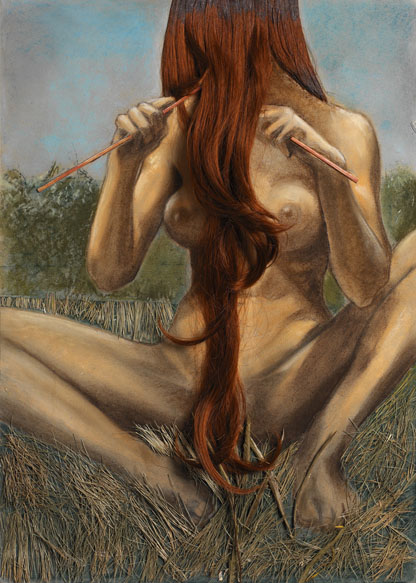
تنهایی اثر آنا مارینیاک

دانشجویان کالج، تنهایی، به دور از خانه، زندگی در محیط جدید و ناآشنا، به دور از دوستان، احساس می‌کنند که انزوا دارند و بدون مهارت‌های مقابله ای مناسب به خودی خود به عنوان راهی برای رفع درد تنهایی روی می‌آورند. موضوع مشترک در میان کودکان و بزرگسالان جوان که با احساس تنهایی روبه رو هستند این است که آن‌ها آگاهی نداشته‌اند که راه حلی وجود دارد و می‌توانند درخواست کمک برای حل این بحران کنند یا از کجا می‌توانند این کار را انجام بدهند و کمک بگیرند. تنهایی برای این افراد نوعی شرم و احساس خجالت است. شهروندان سالخورده نیز با احساس تنهایی شدید مبارزه می‌کنند که آن‌ها را به سمت فکر کردن یا اقدام به خودکشی یا آسیب‌های دیگر سوق می‌دهد. بازنشستگی، سلامتی نامناسب، از دست دادن خانواده یا دوستان مهم دیگر هم در تنهایی نقش دارند.
تنهایی منجر به صدمه به خود یا افکار یا اعمال خودکشی می‌شود. شناسایی افراد مستعد به خودکشی ناشی از تنهایی در سالمندان برخی اوقات دشوار است. غالباً آن‌ها کسی را ندارند که احساس تنهایی و یأس و ناامیدی را که به وجود می‌آید، افشا کنند. آن‌ها دست از خوردن غذا می‌کشند، دوز داروهایی را که مصرف می‌کنند، تغییر می‌دهند که در آن‌ها ریسک به خودکشی بالا می‌رود.

## مکانیسم‌ها

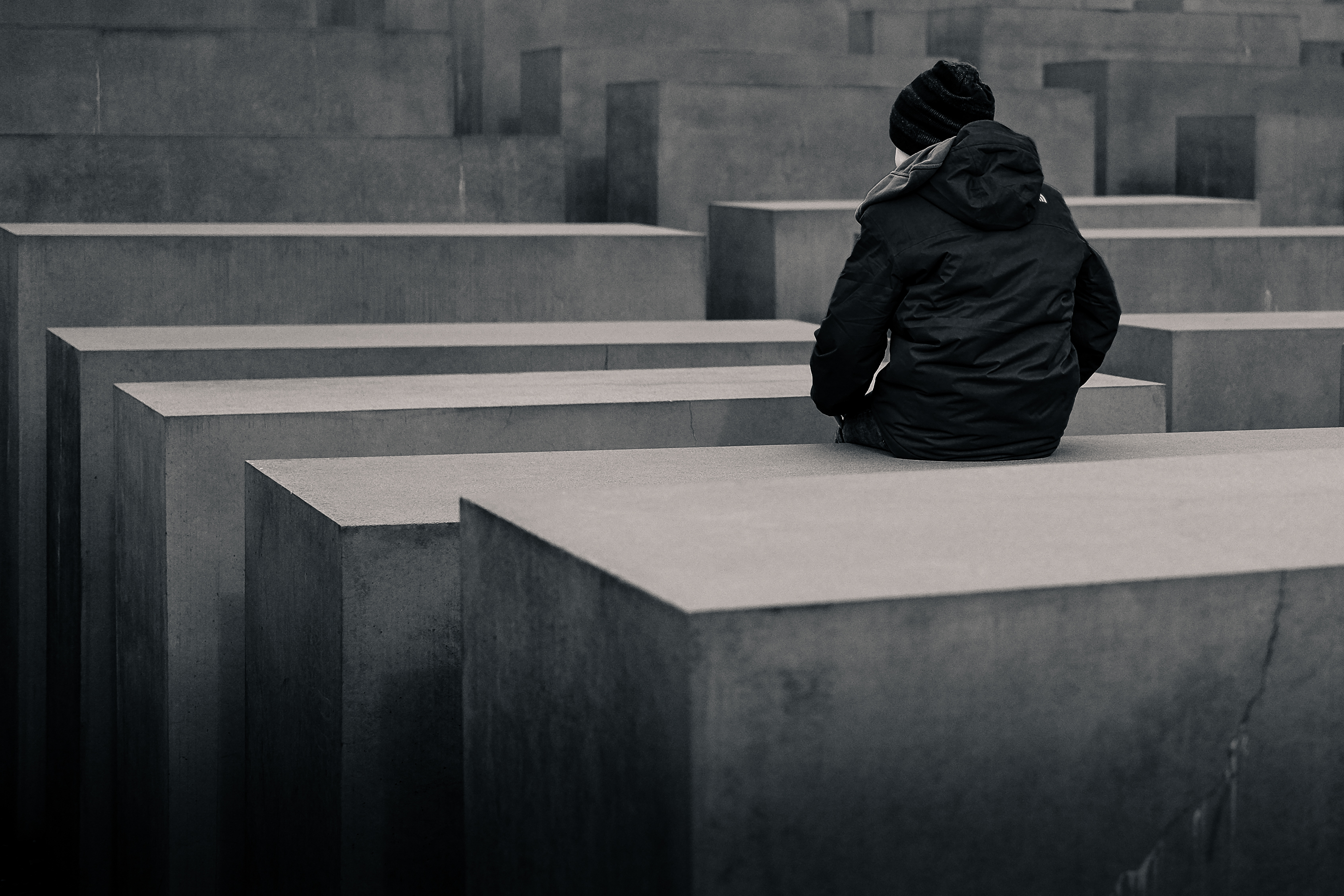

تعدادی مکانیسم بالقوه فیزیولوژیکی وجود دارد که تنهایی را به پیامدهای بهداشتی ضعیف مرتبط می‌کند. در سال ۲۰۰۵، نتایج حاصل از مطالعه قلب در فرامینگام آمریکا نشان داد که مردانی که احساس تنهایی می‌کنند سطح اینترلوکین ۶، ماده شیمیایی خون که مرتبط با بیماری‌های قلبی است، افزایش پیدا کرده‌است. مطالعه ای در سال ۲۰۰۶ توسط مرکز اعصاب شناختی و اجتماعی دانشگاه شیکاگو انجام شد، نشان داد که تنهایی می‌تواند، ۳۰ درجه در اندازه‌گیری فشارخون برای بزرگسالان بالای ۵۰ سال را افزایش دهد. یافته دیگر، از نظرسنجی انجام شده توسط جان کاسیوپو از دانشگاه شیکاگو، این است که پزشکان گزارش می‌دهند که مراقبت‌های پزشکی بهتری را برای بیمارانی که دایرهٔ ارتباطی قوی با خانواده و دوستان دارند، نسبت به بیمارانی که تنها هستند، می‌توانند ارائه دهند. کاسیوپو اظهار داشت که تنهایی باعث اختلال در شناخت و اراده می‌شود، رونویسی دی ان ای در سلول‌های ایمنی را تغییر می‌دهد و با گذشت زمان به فشارخون بالا منجر می‌شود. افرادی که تنهایی بیشتری از افرادی که تنهایی کمتری دارند، شواهدی از فعال شدن مجدد ویروس نشان می‌دهند. افراد تنها در مقایسه با افرادی که تنهایی کمتری دارند نسبت به استرس حاد و واکنش‌های التهابی قوی تری دارند. التهاب یک عامل خطرناک شناخته شده برای بیماری‌های مرتبط با سن است.

## درمان

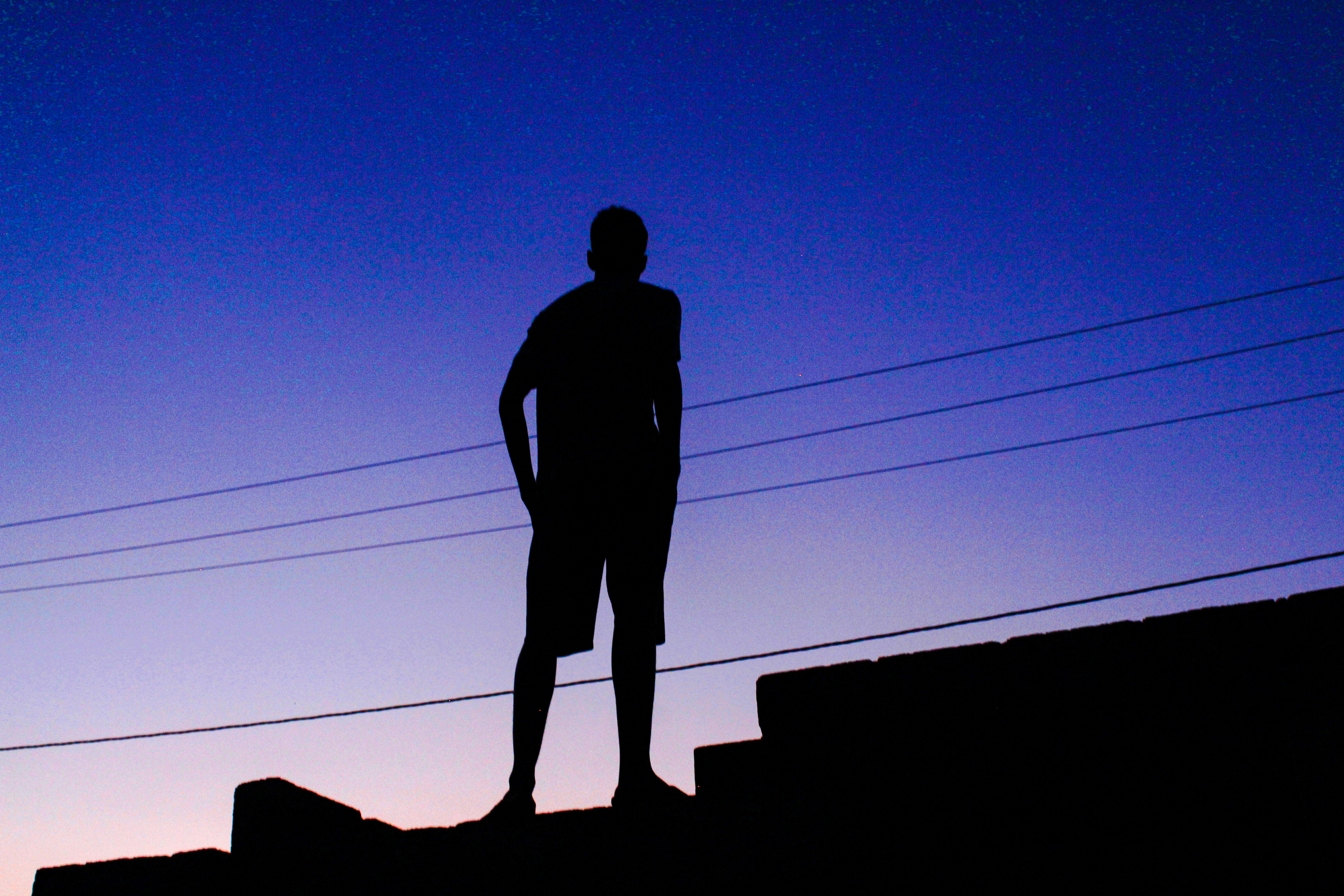

کاهش احساس تنهایی برای خود افراد و دیگر افراد مدت هاست که انگیزه فعالیت انسانی و سازماندهی اجتماعی بوده‌است. برای برخی از مفسران، مانند استاد بن لازاره میوسوکوویچ، از زمان به وجود آمدن تمدن و پس از تأمین نیازهای اساسی جسمانی، قوی‌ترین محرک فعالیت انسان بوده‌است.
با شروع دهه ۱۹۰۰ و به ویژه در قرن بیست و یکم، تلاش‌های صریح و با هدف کاهش احساس تنهایی بسیار متداول شد. در سراسر جهان، بسیاری از بخش‌ها، سازمان‌های غیردولتی که کاملاً به کمک رفع تنهایی اختصاص یافته‌اند تأسیس شده‌اند. به عنوان مثال، در انگلستان، کمپین پایان دادن به تنهایی تأسیس شده‌است. تنهایی یک شرایط پیچیده‌ای را به وجود می‌آورد و هیچ روش واحدی وجود ندارد که بتواند به‌طور مداوم آن را برای افراد مختلف کاهش دهد. و برای این کار از بسیاری از رویکردهای مختلف استفاده می‌شود.

### معالجه پزشکی
درمان پزشکی یکی از روش‌های شایع برای بهبود و درمان تنهایی است. برای افرادی که به خوبی مداخلهٔ پزشکی برای رفع تنهایی آن‌ها پاسخ می‌دهد، اغلب موفق است.
درمان کوتاه مدت، رایج‌ترین شکل برای فرد تنها و افسرده‌است و به‌طور معمول در طی یک دوره ۱۰ تا ۲۰ هفته ای اتفاق می‌افتد. در طول درمان، تأکید بر درک علت مشکل، معکوس کردن افکار منفی، احساسات یا نگرش‌های ناشی از مشکل و بررسی راه‌های ارتباط با سایر مبتلایان و ایجاد سیستم پشتیبانی توصیه می‌کنند. پزشکان همچنین غالباً داروهای ضدافسردگی را برای بیماران به عنوان یک درمان مستقل یا همراه با درمان تجویز می‌کنند. ممکن است قبل استفاده از داروی ضدافسردگی، چندین بار تلاش برای رفع آن از طریق غیر دارویی انجام شود.

### سازمان‌های غیردولتی و جامعه نیز این کار را برعهده می‌گیرند
همزمان با آگاهی روزافزون از مسئله تنهایی، پروژه‌های تحت هدایت جامعه به صراحت با هدف درمان آن در نیمه دوم قرن بیستم رواج پیدا کرده‌اند، و هنوز هم در قرن ۲۱ در حال فعالیت هستند. هزاران پروژه از جمله در سراسر آمریکای شمالی و جنوبی، اروپا، آسیا و آفریقا انجام شده‌است. برخی از کمپین‌ها در سطح ملی تحت کنترل خیرین اختصاص داده شده، برای درمان تنهایی انجام می‌شود. در حالی که تلاش‌های دیگر ممکن است پروژهٔ بومی باشد.

### دولت‌ها
در انگلستان، کمیسیون ژوکاکس برای تنهایی با حمایت دولت در سال ۲۰۱۶ شروع به کار کرد. این امر باعث شد که انگلیس در سال ۲۰۱۸ برای استراتژی کاهش تنهایی یک مقام وزرات برای تنهایی منصوب کند و از آن زمان، کشورهای دیگر نیز وزیر خود را برای تنهایی انتخاب کنند. به عنوان مثال در سوئد و آلمان نیز چنین اتفاقی افتاده‌است. با این وجود کشورهای دیگری نیز وجود داشته‌اند که دولت آن حتی قبل از سال ۲۰۱۸ اقدام ضد تنهایی را انجام داده‌اند. به عنوان مثال در سال ۲۰۱۷، دولت سنگاپور طرحی را برای تأمین سهمیه در اختیار شهروندان خود قرار داد، تا بتوانند ضمن کار با هم، روی آن معاشرت و بحث کنند. در حالی که دولت هلند خط تلفنی برای افراد سالخورده و تنها، تنظیم کرده‌است.
با اینکه دولت‌ها گاهی اوقات تلاش‌های مربوط به تنهایی را رهبری و اجرایی می‌کنند، اما به‌طور معمول با همکاری موسسات آموزشی، شرکت‌ها و سازمان‌های غیردولتی تأمین می‌شوند یا کار را ادامه می‌دهند.

### دین
مطالعات حاکی از آن است که ارتباط دین و کاهش تنهایی به ویژه در میان سالمندان مشخص شده‌است. در قرن بیست و یکم، بسیاری از سازمان‌های مذهبی شروع به تلاش‌هایی کرده‌اند که صریحاً بر کاهش تنهایی متمرکز شده‌اند. چهره‌های مذهبی نیز در افزایش آگاهی از مسئله تنهایی نقش داشته‌اند؛ به عنوان مثال، پدر مقدس، پاپ فرانسیس در سال ۲۰۱۳ گفت که تنهایی در دوران پیری (به همراه بیکاری در جوانان) جدی‌ترین شرهای عصر است.
همچنین به نظر می‌رسد، خاطرات اثر ترمیمی دارد و با افزایش حمایت اجتماعی ادراک شده، به مقابله با تنهایی می‌رود. ویوک مورتی اظهار داشته‌است که به‌طور معمول در تلاش برای درمان تنهایی ارتباطی انسان است. مورتی استدلال می‌کند که افراد عادی به عنوان افراد مؤثر برای کاهش تنهایی برخود و دیگر افراد نقش اساسی دارند.

### اثربخشی
پروفسور استلا میلز اظهار داشته‌است که اگرچه تنهایی اجتماعی با فعالیت‌های گروهی و اقدامات دیگری که به ایجاد ارتباط بین افراد کمک می‌کند، می‌تواند نسبتاً آسان باشد، اما مداخله مؤثر در برابر تنهایی عاطفی می‌تواند چالش برانگیزتر از این باشد. میلز استدلال می‌کند که قبل از تأثیرات عمیق پذیرفته شده، چنین مداخلاتی برای اشخاصی که در مراحل اولیه تنهایی هستند، موفقیت‌آمیز خواهد بود.
یک مطالعه در سال ۲۰۱۰، اثربخشی چهار مداخله را مقایسه کرده‌است: بهبود مهارت‌های اجتماعی، تقویت حمایت‌های اجتماعی، افزایش فرصت‌های تعامل اجتماعی و پرداختن به شناخت اجتماعی غیرطبیعی. (الگوهای معیوب عقاید، مانند فشار هوشیاری که اغلب ناشی از تنهایی مزمن است)
منابع تحقیق حاکی از آن است که همه مداخلات، به استثنای آموزش مهارت‌های اجتماعی، در کاهش تنهایی مؤثر هستند. نتایج متا آنالیز نشان می‌دهد که اصلاح شناختی اجتماعی ناسازگار بهترین فرصت را برای کاهش تنهایی فراهم می‌کند.
یک بررسی اجمالی در سال ۲۰۱۸ در بررسی‌های سیستماتیک درمورد اثربخشی مداخلات تنهایی، نشان داد که به‌طور کلی شواهد محکم کمی مبنی بر اثربخشی مداخلات دارد. اگرچه کسانی که از مداخلات استفاده کرده‌اند آسیبی ندیده‌اند. مگر اینکه نسبت به استفاده بیش از حد از فناوری دیجیتال هشدار دهند. نویسندگان خواستار تحقیق دقیق تر و مطابق با تمرین در مطالعات بعدی و با توجه به هزینه مداخلات بودند.

## تاریخ
از حدود سال ۱۸۰۰، کلمه تنهایی شروع به دستیابی به تعریف مدرن خود به عنوان یک وضعیت ذهنی دردناک کرد. این ممکن است به دلیل تغییرات اقتصادی و اجتماعی ناشی از روشنگری باشد. مانند بیگانگی و افزایش رقابت بین فردی، همراه با کاهش تعداد افرادی که می‌توانند از ارتباطات نزدیک و پایدار با افرادی که در مجاورت با آن‌ها زندگی می‌کنند، لذت ببرند. با وجود آگاهی روزافزون از مسئله تنهایی، شناخت گسترده اجتماعی از این مسئله محدود بود، و مطالعات علمی تا پاییز آخر قرن بیستم، پراکنده بود.
یکی از اولین مطالعات تنهایی توسط جوزف هارولد شلوون در سال ۱۹۴۸ منتشر شد. کتاب "The lonely crowd" در سال ۱۹۵۰ به افزایش شناخت شخصیت تنهایی در بین دانشگاهیان کمک کرد. برای عموم مردم، آگاهی توسط ترانه بیتلز به اسم النور ریگبی در سال ۱۹۶۶ مطرح شد.
به گفته یوجین گارفیلد، این اس. ویس بود که با انتشار در سال ۱۹۷۳ در مورد تنهایی، «تجربه انزوا عاطفی و اجتماعی» توانست توجه دانشمندان را به موضوع تنهایی جلب کند.
قبل از انتشار ویس، آنچه مطالعات اندکی که در مورد تنهایی وجود داشته بیشتر در مورد افراد پیر بوده‌است. به دنبال کار ویس و به ویژه پس از انتشار مقیاس تنهایی UCLA، در سال ۱۹۷۸، علاقه علمی به این موضوع به‌طور چشمگیری گسترده‌تر و عمیق‌تر شده‌است. نگرانی در بین عموم مردم نسبت به تنهایی در دهه‌هایی که از زمان انتشار النور ریگبی گذشته، افزایش یافته‌است. دولت‌ها از سال ۲۰۱۸ با حمایت از کمپین‌های ضد تنهایی در کشورهایی از جمله انگلستان، دانمارک و استرالیا راه اندازی شده‌است.